# Чемпионат СССР по футболу 1971 (первая лига)
Чемпионат СССР по футболу 1971 (первая лига) — второй по значимости ежегодный турнир команд СССР. Победителем первенства первой лиги стал днепропетровский клуб «Днепр».
| М  | Команда                   | И  | В  | Н  | П  | Г     | О  |
| -- | ------------------------- | -- | -- | -- | -- | ----- | -- |
| 1  | «Днепр» Днепропетровск    | 42 | 27 | 9  | 6  | 83‑30 | 63 |
| 2  | «Локомотив» Москва        | 42 | 25 | 12 | 5  | 81‑33 | 62 |
| 3  | «Черноморец» Одесса       | 42 | 21 | 11 | 10 | 56‑33 | 53 |
| 4  | «Металлург» Запорожье     | 42 | 16 | 14 | 12 | 51‑39 | 46 |
| 5  | «Спартак» Орджоникидзе    | 42 | 19 | 7  | 16 | 52‑57 | 45 |
| 6  | «Крылья Советов» Куйбышев | 42 | 17 | 9  | 16 | 54‑41 | 43 |
| 7  | «Текстильщик» Иваново     | 42 | 14 | 15 | 13 | 45‑43 | 43 |
| 8  | «Металлист» Харьков       | 42 | 18 | 7  | 17 | 50‑49 | 43 |
| 9  | «Шахтёр» Караганда        | 42 | 14 | 13 | 15 | 46‑47 | 41 |
| 10 | «Динамо» Ленинград        | 42 | 14 | 12 | 16 | 35‑40 | 40 |
| 11 | «Торпедо» Кутаиси         | 42 | 12 | 15 | 15 | 47‑53 | 39 |
| 12 | «Уралмаш» Свердловск      | 42 | 13 | 13 | 16 | 34‑40 | 39 |
| 13 | «Строитель» Ашхабад       | 42 | 16 | 7  | 19 | 53‑62 | 39 |
| 14 | «Шинник» Ярославль        | 42 | 16 | 7  | 19 | 42‑52 | 39 |
| 15 | «Памир» Душанбе           | 42 | 16 | 7  | 19 | 42‑54 | 39 |
| 16 | «Алга» Фрунзе             | 42 | 13 | 12 | 17 | 45‑52 | 38 |
| 17 | «Молдова» Кишинев         | 42 | 12 | 14 | 16 | 35‑42 | 38 |
| 18 | «Кузбасс» Кемерово        | 42 | 14 | 10 | 18 | 49‑57 | 38 |
| 19 | «Даугава» Рига            | 42 | 10 | 16 | 16 | 23‑34 | 36 |
| 20 | «Жальгирис» Вильнюс       | 42 | 9  | 17 | 16 | 30‑45 | 35 |
| 21 | «Волгарь» Астрахань       | 42 | 8  | 18 | 16 | 34‑58 | 34 |
| 22 | «Рубин» Казань            | 42 | 9  | 13 | 20 | 31‑57 | 31 |

## Бомбардиры
Лучшие бомбардиры:
| П | Футболист        | Команда        | Г (п.) | М  |
| - | ---------------- | -------------- | ------ | -- |
| 1 | Виталий Раздаев  | Кузбасс        | 24 (1) | 42 |
| 2 | Роман Шподарунок | Металлист      | 31 (1) | 42 |
| 3 | Анатолий Козлов  | Локомотив      | 22 (1) | 41 |
| 4 | Виктор Романюк   | Днепр          | 19 (4) | 36 |
| 5 | Анатолий Новиков | Шахтёр         | 15 (3) | 42 |
| 6 | Равиль Аряпов    | Крылья Советов | 14     | 40 |
| 7 | Сергей Фомин     | Строитель      | 14     | 41 |
| 8 | Виктор Кутин     | Металлург      | 13 (2) | 39 |
|   | Анатолий Гринько | Днепр          | 12 (1) | 37 |
|   | Алексей Христян  | Днепр          | 12     | 36 |
|   | Георгий Мартьян  | Памир          | 12     | 40 |
|   | Юрий Пекшев      | Памир          | 12     | 41 |

## Матчи
| 6 апреля 1971       | \| «Черноморец» Одесса \| 1:0 \| «Шинник» Ярославль \| |                    |
| «Черноморец» Одесса | 1:0                                                    | «Шинник» Ярославль |

| 6 апреля 1971     | \| «Молдова» Кишинев \| 0:1 \| «Локомотив» Москва \| |                    |
| «Молдова» Кишинев | 0:1                                                  | «Локомотив» Москва |

| 6 апреля 1971         | \| «Металлург» Запорожье \| 0:1 \| «Текстильщик» Иваново \| |                       |
| «Металлург» Запорожье | 0:1                                                         | «Текстильщик» Иваново |

| 6 апреля 1971   | \| «Памир» Душанбе \| 1:0 \| «Крылья Советов» Куйбышев \| |                           |
| «Памир» Душанбе | 1:0                                                       | «Крылья Советов» Куйбышев |

| 6 апреля 1971 | \| «Алга» Фрунзе \| 1:0 \| «Кузбасс» Кемерово \| |                    |
| «Алга» Фрунзе | 1:0                                              | «Кузбасс» Кемерово |

| 6 апреля 1971      | \| «Шахтёр» Караганда \| 1:0 \| «Уралмаш» Свердловск \| |                      |
| «Шахтёр» Караганда | 1:0                                                     | «Уралмаш» Свердловск |

| 6 апреля 1971          | \| «Днепр» Днепропетровск \| 3:2 \| «Даугава» Рига \| |                |
| «Днепр» Днепропетровск | 3:2                                                   | «Даугава» Рига |

| 6 апреля 1971       | \| «Металлист» Харьков \| 2:0 \| «Жальгирис» Вильнюс \| |                     |
| «Металлист» Харьков | 2:0                                                     | «Жальгирис» Вильнюс |

| 6 апреля 1971     | \| «Торпедо» Кутаиси \| 0:2 \| «Динамо» Ленинград \| |                    |
| «Торпедо» Кутаиси | 0:2                                                  | «Динамо» Ленинград |

| 6 апреля 1971          | \| «Спартак» Орджоникидзе \| 1:2 \| «Волгарь» Астрахань \| |                     |
| «Спартак» Орджоникидзе | 1:2                                                        | «Волгарь» Астрахань |

| 6 апреля 1971       | \| «Строитель» Ашхабад \| 2:0 \| «Рубин» Казань \| |                |
| «Строитель» Ашхабад | 2:0                                                | «Рубин» Казань |

| 10 апреля 1971      | \| «Черноморец» Одесса \| 2:0 \| «Локомотив» Москва \| |                    |
| «Черноморец» Одесса | 2:0                                                    | «Локомотив» Москва |

| 10 апреля 1971    | \| «Молдова» Кишинев \| 0:0 \| «Текстильщик» Иваново \| |                       |
| «Молдова» Кишинев | 0:0                                                     | «Текстильщик» Иваново |

| 10 апреля 1971        | \| «Металлург» Запорожье \| 0:1 \| «Шинник» Ярославль \| |                    |
| «Металлург» Запорожье | 0:1                                                      | «Шинник» Ярославль |

| 10 апреля 1971  | \| «Памир» Душанбе \| 1:0 \| «Уралмаш» Свердловск \| |                      |
| «Памир» Душанбе | 1:0                                                  | «Уралмаш» Свердловск |

| 10 апреля 1971 | \| «Алга» Фрунзе \| 1:1 \| «Крылья Советов» Куйбышев \| |                           |
| «Алга» Фрунзе  | 1:1                                                     | «Крылья Советов» Куйбышев |

| 10 апреля 1971     | \| «Шахтёр» Караганда \| 3:0 \| «Кузбасс» Кемерово \| |                    |
| «Шахтёр» Караганда | 3:0                                                   | «Кузбасс» Кемерово |

| 10 апреля 1971         | \| «Днепр» Днепропетровск \| 2:0 \| «Жальгирис» Вильнюс \| |                     |
| «Днепр» Днепропетровск | 2:0                                                        | «Жальгирис» Вильнюс |

| 10 апреля 1971      | \| «Металлист» Харьков \| 2:1 \| «Динамо» Ленинград \| |                    |
| «Металлист» Харьков | 2:1                                                    | «Динамо» Ленинград |

| 10 апреля 1971    | \| «Торпедо» Кутаиси \| 2:0 \| «Даугава» Рига \| |                |
| «Торпедо» Кутаиси | 2:0                                              | «Даугава» Рига |

| 10 апреля 1971      | \| «Волгарь» Астрахань \| 1:0 \| «Рубин» Казань \| |                |
| «Волгарь» Астрахань | 1:0                                                | «Рубин» Казань |

| 10 апреля 1971      | \| «Строитель» Ашхабад \| 1:2 \| «Спартак» Орджоникидзе \| |                        |
| «Строитель» Ашхабад | 1:2                                                        | «Спартак» Орджоникидзе |

| 14 апреля 1971      | \| «Черноморец» Одесса \| 1:1 \| «Текстильщик» Иваново \| |                       |
| «Черноморец» Одесса | 1:1                                                       | «Текстильщик» Иваново |

| 14 апреля 1971    | \| «Молдова» Кишинев \| 1:1 \| «Шинник» Ярославль \| |                    |
| «Молдова» Кишинев | 1:1                                                  | «Шинник» Ярославль |

| 14 апреля 1971        | \| «Металлург» Запорожье \| 1:1 \| «Локомотив» Москва \| |                    |
| «Металлург» Запорожье | 1:1                                                      | «Локомотив» Москва |

| 14 апреля 1971  | \| «Памир» Душанбе \| 2:2 \| «Кузбасс» Кемерово \| |                    |
| «Памир» Душанбе | 2:2                                                | «Кузбасс» Кемерово |

| 14 апреля 1971 | \| «Алга» Фрунзе \| 1:1 \| «Уралмаш» Свердловск \| |                      |
| «Алга» Фрунзе  | 1:1                                                | «Уралмаш» Свердловск |

| 14 апреля 1971     | \| «Шахтёр» Караганда \| 2:1 \| «Крылья Советов» Куйбышев \| |                           |
| «Шахтёр» Караганда | 2:1                                                          | «Крылья Советов» Куйбышев |

| 14 апреля 1971         | \| «Днепр» Днепропетровск \| 0:0 \| «Динамо» Ленинград \| |                    |
| «Днепр» Днепропетровск | 0:0                                                       | «Динамо» Ленинград |

| 14 апреля 1971      | \| «Металлист» Харьков \| 0:0 \| «Даугава» Рига \| |                |
| «Металлист» Харьков | 0:0                                                | «Даугава» Рига |

| 14 апреля 1971    | \| «Торпедо» Кутаиси \| 1:1 \| «Жальгирис» Вильнюс \| |                     |
| «Торпедо» Кутаиси | 1:1                                                   | «Жальгирис» Вильнюс |

| 14 апреля 1971      | \| «Волгарь» Астрахань \| 0:0 \| «Строитель» Ашхабад \| |                     |
| «Волгарь» Астрахань | 0:0                                                     | «Строитель» Ашхабад |

| 14 апреля 1971         | \| «Спартак» Орджоникидзе \| 1:0 \| «Рубин» Казань \| |                |
| «Спартак» Орджоникидзе | 1:0                                                   | «Рубин» Казань |

| 22 апреля 1971 | \| «Даугава» Рига \| 0:0 \| «Алга» Фрунзе \| |               |
| «Даугава» Рига | 0:0                                          | «Алга» Фрунзе |

| 22 апреля 1971      | \| «Жальгирис» Вильнюс \| 0:0 \| «Шахтёр» Караганда \| |                    |
| «Жальгирис» Вильнюс | 0:0                                                    | «Шахтёр» Караганда |

| 22 апреля 1971     | \| «Динамо» Ленинград \| 0:1 \| «Памир» Душанбе \| |                 |
| «Динамо» Ленинград | 0:1                                                | «Памир» Душанбе |

| 22 апреля 1971     | \| «Локомотив» Москва \| 2:0 \| «Строитель» Ашхабад \| |                     |
| «Локомотив» Москва | 2:0                                                    | «Строитель» Ашхабад |

| 22 апреля 1971        | \| «Текстильщик» Иваново \| 2:1 \| «Волгарь» Астрахань \| |                     |
| «Текстильщик» Иваново | 2:1                                                       | «Волгарь» Астрахань |

| 22 апреля 1971     | \| «Шинник» Ярославль \| 2:1 \| «Спартак» Орджоникидзе \| |                        |
| «Шинник» Ярославль | 2:1                                                       | «Спартак» Орджоникидзе |

| 22 апреля 1971            | \| «Крылья Советов» Куйбышев \| 1:0 \| «Молдова» Кишинев \| |                   |
| «Крылья Советов» Куйбышев | 1:0                                                         | «Молдова» Кишинев |

| 22 апреля 1971       | \| «Уралмаш» Свердловск \| 1:0 \| «Черноморец» Одесса \| |                     |
| «Уралмаш» Свердловск | 1:0                                                      | «Черноморец» Одесса |

| 23 апреля 1971     | \| «Кузбасс» Кемерово \| 2:1 \| «Металлург» Запорожье \| |                       |
| «Кузбасс» Кемерово | 2:1                                                      | «Металлург» Запорожье |

| 23 апреля 1971      | \| «Металлист» Харьков \| 1:0 \| «Днепр» Днепропетровск \| |                        |
| «Металлист» Харьков | 1:0                                                        | «Днепр» Днепропетровск |

| 23 апреля 1971 | \| «Рубин» Казань \| 2:2 \| «Торпедо» Кутаиси \| |                   |
| «Рубин» Казань | 2:2                                              | «Торпедо» Кутаиси |

| 26 апреля 1971      | \| «Жальгирис» Вильнюс \| 0:0 \| «Алга» Фрунзе \| |               |
| «Жальгирис» Вильнюс | 0:0                                               | «Алга» Фрунзе |

| 26 апреля 1971     | \| «Динамо» Ленинград \| 1:0 \| «Шахтёр» Караганда \| |                    |
| «Динамо» Ленинград | 1:0                                                   | «Шахтёр» Караганда |

| 26 апреля 1971     | \| «Локомотив» Москва \| 2:0 \| «Волгарь» Астрахань \| |                     |
| «Локомотив» Москва | 2:0                                                    | «Волгарь» Астрахань |

| 26 апреля 1971        | \| «Текстильщик» Иваново \| 0:0 \| «Спартак» Орджоникидзе \| |                        |
| «Текстильщик» Иваново | 0:0                                                          | «Спартак» Орджоникидзе |

| 27 апреля 1971 | \| «Даугава» Рига \| 0:1 \| «Памир» Душанбе \| |                 |
| «Даугава» Рига | 0:1                                            | «Памир» Душанбе |

| 27 апреля 1971     | \| «Шинник» Ярославль \| 2:0 \| «Строитель» Ашхабад \| |                     |
| «Шинник» Ярославль | 2:0                                                    | «Строитель» Ашхабад |

| 27 апреля 1971            | \| «Крылья Советов» Куйбышев \| 2:1 \| «Металлург» Запорожье \| |                       |
| «Крылья Советов» Куйбышев | 2:1                                                             | «Металлург» Запорожье |

| 27 апреля 1971       | \| «Уралмаш» Свердловск \| 1:1 \| «Молдова» Кишинев \| |                   |
| «Уралмаш» Свердловск | 1:1                                                    | «Молдова» Кишинев |

| 27 апреля 1971     | \| «Кузбасс» Кемерово \| 1:1 \| «Черноморец» Одесса \| |                     |
| «Кузбасс» Кемерово | 1:1                                                    | «Черноморец» Одесса |

| 27 апреля 1971         | \| «Днепр» Днепропетровск \| 2:0 \| «Торпедо» Кутаиси \| |                   |
| «Днепр» Днепропетровск | 2:0                                                      | «Торпедо» Кутаиси |

| 27 апреля 1971 | \| «Рубин» Казань \| 1:0 \| «Металлист» Харьков \| |                     |
| «Рубин» Казань | 1:0                                                | «Металлист» Харьков |

| 30 апреля 1971     | \| «Динамо» Ленинград \| 0:1 \| «Алга» Фрунзе \| |               |
| «Динамо» Ленинград | 0:1                                              | «Алга» Фрунзе |

| 30 апреля 1971     | \| «Локомотив» Москва \| 2:0 \| «Спартак» Орджоникидзе \| |                        |
| «Локомотив» Москва | 2:0                                                       | «Спартак» Орджоникидзе |

| 2 мая 1971          | \| «Жальгирис» Вильнюс \| 2:1 \| «Памир» Душанбе \| |                 |
| «Жальгирис» Вильнюс | 2:1                                                 | «Памир» Душанбе |

| 2 мая 1971     | \| «Даугава» Рига \| 0:1 \| «Шахтёр» Караганда \| |                    |
| «Даугава» Рига | 0:1                                               | «Шахтёр» Караганда |

| 2 мая 1971            | \| «Текстильщик» Иваново \| 2:2 \| «Строитель» Ашхабад \| |                     |
| «Текстильщик» Иваново | 2:2                                                       | «Строитель» Ашхабад |

| 2 мая 1971         | \| «Шинник» Ярославль \| 3:1 \| «Волгарь» Астрахань \| |                     |
| «Шинник» Ярославль | 3:1                                                    | «Волгарь» Астрахань |

| 2 мая 1971                | \| «Крылья Советов» Куйбышев \| 0:0 \| «Черноморец» Одесса \| |                     |
| «Крылья Советов» Куйбышев | 0:0                                                           | «Черноморец» Одесса |

| 2 мая 1971           | \| «Уралмаш» Свердловск \| 0:1 \| «Металлург» Запорожье \| |                       |
| «Уралмаш» Свердловск | 0:1                                                        | «Металлург» Запорожье |

| 2 мая 1971         | \| «Кузбасс» Кемерово \| 1:0 \| «Молдова» Кишинев \| |                   |
| «Кузбасс» Кемерово | 1:0                                                  | «Молдова» Кишинев |

| 2 мая 1971     | \| «Рубин» Казань \| 1:0 \| «Днепр» Днепропетровск \| |                        |
| «Рубин» Казань | 1:0                                                   | «Днепр» Днепропетровск |

| 3 мая 1971        | \| «Торпедо» Кутаиси \| 3:2 \| «Металлист» Харьков \| |                     |
| «Торпедо» Кутаиси | 3:2                                                   | «Металлист» Харьков |

| 9 мая 1971          | \| «Черноморец» Одесса \| 1:0 \| «Жальгирис» Вильнюс \| |                     |
| «Черноморец» Одесса | 1:0                                                     | «Жальгирис» Вильнюс |

| 9 мая 1971        | \| «Молдова» Кишинев \| 0:0 \| «Даугава» Рига \| |                |
| «Молдова» Кишинев | 0:0                                              | «Даугава» Рига |

| 9 мая 1971            | \| «Металлург» Запорожье \| 0:0 \| «Динамо» Ленинград \| |                    |
| «Металлург» Запорожье | 0:0                                                      | «Динамо» Ленинград |

| 9 мая 1971            | \| «Текстильщик» Иваново \| 2:0 \| «Шинник» Ярославль \| |                    |
| «Текстильщик» Иваново | 2:0                                                      | «Шинник» Ярославль |

| 9 мая 1971      | \| «Памир» Душанбе \| 0:0 \| «Днепр» Днепропетровск \| |                        |
| «Памир» Душанбе | 0:0                                                    | «Днепр» Днепропетровск |

| 9 мая 1971    | \| «Алга» Фрунзе \| 1:1 \| «Торпедо» Кутаиси \| |                   |
| «Алга» Фрунзе | 1:1                                             | «Торпедо» Кутаиси |

| 9 мая 1971         | \| «Шахтёр» Караганда \| 1:2 \| «Металлист» Харьков \| |                     |
| «Шахтёр» Караганда | 1:2                                                    | «Металлист» Харьков |

| 9 мая 1971     | \| «Рубин» Казань \| 2:3 \| «Локомотив» Москва \| |                    |
| «Рубин» Казань | 2:3                                               | «Локомотив» Москва |

| 9 мая 1971          | \| «Волгарь» Астрахань \| 0:1 \| «Кузбасс» Кемерово \| |                    |
| «Волгарь» Астрахань | 0:1                                                    | «Кузбасс» Кемерово |

| 9 мая 1971             | \| «Спартак» Орджоникидзе \| 1:2 \| «Уралмаш» Свердловск \| |                      |
| «Спартак» Орджоникидзе | 1:2                                                         | «Уралмаш» Свердловск |

| 9 мая 1971          | \| «Строитель» Ашхабад \| 1:0 \| «Крылья Советов» Куйбышев \| |                           |
| «Строитель» Ашхабад | 1:0                                                           | «Крылья Советов» Куйбышев |

| 13 мая 1971         | \| «Черноморец» Одесса \| 2:0 \| «Даугава» Рига \| |                |
| «Черноморец» Одесса | 2:0                                                | «Даугава» Рига |

| 13 мая 1971       | \| «Молдова» Кишинев \| 1:0 \| «Динамо» Ленинград \| |                    |
| «Молдова» Кишинев | 1:0                                                  | «Динамо» Ленинград |

| 13 мая 1971           | \| «Металлург» Запорожье \| 1:1 \| «Жальгирис» Вильнюс \| |                     |
| «Металлург» Запорожье | 1:1                                                       | «Жальгирис» Вильнюс |

| 13 мая 1971        | \| «Локомотив» Москва \| 2:1 \| «Текстильщик» Иваново \| |                       |
| «Локомотив» Москва | 2:1                                                      | «Текстильщик» Иваново |

| 13 мая 1971        | \| «Шинник» Ярославль \| 1:0 \| «Рубин» Казань \| |                |
| «Шинник» Ярославль | 1:0                                               | «Рубин» Казань |

| 13 мая 1971     | \| «Памир» Душанбе \| 2:0 \| «Металлист» Харьков \| |                     |
| «Памир» Душанбе | 2:0                                                 | «Металлист» Харьков |

| 13 мая 1971   | \| «Алга» Фрунзе \| 0:1 \| «Днепр» Днепропетровск \| |                        |
| «Алга» Фрунзе | 0:1                                                  | «Днепр» Днепропетровск |

| 13 мая 1971        | \| «Шахтёр» Караганда \| 1:1 \| «Торпедо» Кутаиси \| |                   |
| «Шахтёр» Караганда | 1:1                                                  | «Торпедо» Кутаиси |

| 13 мая 1971         | \| «Волгарь» Астрахань \| 0:0 \| «Уралмаш» Свердловск \| |                      |
| «Волгарь» Астрахань | 0:0                                                      | «Уралмаш» Свердловск |

| 13 мая 1971            | \| «Спартак» Орджоникидзе \| 0:2 \| «Крылья Советов» Куйбышев \| |                           |
| «Спартак» Орджоникидзе | 0:2                                                              | «Крылья Советов» Куйбышев |

| 13 мая 1971         | \| «Строитель» Ашхабад \| 2:3 \| «Кузбасс» Кемерово \| |                    |
| «Строитель» Ашхабад | 2:3                                                    | «Кузбасс» Кемерово |

| 17 мая 1971         | \| «Черноморец» Одесса \| 0:0 \| «Динамо» Ленинград \| |                    |
| «Черноморец» Одесса | 0:0                                                    | «Динамо» Ленинград |

| 17 мая 1971       | \| «Молдова» Кишинев \| 3:1 \| «Жальгирис» Вильнюс \| |                     |
| «Молдова» Кишинев | 3:1                                                   | «Жальгирис» Вильнюс |

| 17 мая 1971           | \| «Металлург» Запорожье \| 1:0 \| «Даугава» Рига \| |                |
| «Металлург» Запорожье | 1:0                                                  | «Даугава» Рига |

| 17 мая 1971           | \| «Текстильщик» Иваново \| 1:1 \| «Рубин» Казань \| |                |
| «Текстильщик» Иваново | 1:1                                                  | «Рубин» Казань |

| 17 мая 1971     | \| «Памир» Душанбе \| 3:0 \| «Торпедо» Кутаиси \| |                   |
| «Памир» Душанбе | 3:0                                               | «Торпедо» Кутаиси |

| 17 мая 1971   | \| «Алга» Фрунзе \| 1:0 \| «Металлист» Харьков \| |                     |
| «Алга» Фрунзе | 1:0                                               | «Металлист» Харьков |

| 17 мая 1971        | \| «Шахтёр» Караганда \| 1:0 \| «Днепр» Днепропетровск \| |                        |
| «Шахтёр» Караганда | 1:0                                                       | «Днепр» Днепропетровск |

| 17 мая 1971         | \| «Волгарь» Астрахань \| 0:1 \| «Крылья Советов» Куйбышев \| |                           |
| «Волгарь» Астрахань | 0:1                                                           | «Крылья Советов» Куйбышев |

| 17 мая 1971            | \| «Спартак» Орджоникидзе \| 1:0 \| «Кузбасс» Кемерово \| |                    |
| «Спартак» Орджоникидзе | 1:0                                                       | «Кузбасс» Кемерово |

| 17 мая 1971         | \| «Строитель» Ашхабад \| 2:0 \| «Уралмаш» Свердловск \| |                      |
| «Строитель» Ашхабад | 2:0                                                      | «Уралмаш» Свердловск |

| 19 мая 1971        | \| «Локомотив» Москва \| 0:0 \| «Шинник» Ярославль \| |                    |
| «Локомотив» Москва | 0:0                                                   | «Шинник» Ярославль |

| 23 мая 1971   | \| «Алга» Фрунзе \| 2:0 \| «Памир» Душанбе \| |                 |
| «Алга» Фрунзе | 2:0                                           | «Памир» Душанбе |

| 24 мая 1971    | \| «Даугава» Рига \| 0:0 \| «Волгарь» Астрахань \| |                     |
| «Даугава» Рига | 0:0                                                | «Волгарь» Астрахань |

| 24 мая 1971         | \| «Жальгирис» Вильнюс \| 1:0 \| «Спартак» Орджоникидзе \| |                        |
| «Жальгирис» Вильнюс | 1:0                                                        | «Спартак» Орджоникидзе |

| 24 мая 1971        | \| «Динамо» Ленинград \| 4:0 \| «Строитель» Ашхабад \| |                     |
| «Динамо» Ленинград | 4:0                                                    | «Строитель» Ашхабад |

| 24 мая 1971               | \| «Крылья Советов» Куйбышев \| 1:2 \| «Локомотив» Москва \| |                    |
| «Крылья Советов» Куйбышев | 1:2                                                          | «Локомотив» Москва |

| 24 мая 1971          | \| «Уралмаш» Свердловск \| 0:0 \| «Текстильщик» Иваново \| |                       |
| «Уралмаш» Свердловск | 0:0                                                        | «Текстильщик» Иваново |

| 24 мая 1971        | \| «Кузбасс» Кемерово \| 1:0 \| «Шинник» Ярославль \| |                    |
| «Кузбасс» Кемерово | 1:0                                                   | «Шинник» Ярославль |

| 24 мая 1971            | \| «Днепр» Днепропетровск \| 3:0 \| «Молдова» Кишинев \| |                   |
| «Днепр» Днепропетровск | 3:0                                                      | «Молдова» Кишинев |

| 24 мая 1971         | \| «Металлист» Харьков \| 0:0 \| «Металлург» Запорожье \| |                       |
| «Металлист» Харьков | 0:0                                                       | «Металлург» Запорожье |

| 24 мая 1971       | \| «Торпедо» Кутаиси \| 1:2 \| «Черноморец» Одесса \| |                     |
| «Торпедо» Кутаиси | 1:2                                                   | «Черноморец» Одесса |

| 24 мая 1971    | \| «Рубин» Казань \| 0:2 \| «Шахтёр» Караганда \| |                    |
| «Рубин» Казань | 0:2                                               | «Шахтёр» Караганда |

| 28 мая 1971    | \| «Даугава» Рига \| 2:0 \| «Спартак» Орджоникидзе \| |                        |
| «Даугава» Рига | 2:0                                                   | «Спартак» Орджоникидзе |

| 28 мая 1971         | \| «Жальгирис» Вильнюс \| 1:0 \| «Строитель» Ашхабад \| |                     |
| «Жальгирис» Вильнюс | 1:0                                                     | «Строитель» Ашхабад |

| 28 мая 1971        | \| «Динамо» Ленинград \| 0:2 \| «Волгарь» Астрахань \| |                     |
| «Динамо» Ленинград | 0:2                                                    | «Волгарь» Астрахань |

| 28 мая 1971        | \| «Шахтёр» Караганда \| 2:0 \| «Алга» Фрунзе \| |               |
| «Шахтёр» Караганда | 2:0                                              | «Алга» Фрунзе |

| 28 мая 1971               | \| «Крылья Советов» Куйбышев \| 2:1 \| «Шинник» Ярославль \| |                    |
| «Крылья Советов» Куйбышев | 2:1                                                          | «Шинник» Ярославль |

| 28 мая 1971          | \| «Уралмаш» Свердловск \| 0:0 \| «Локомотив» Москва \| |                    |
| «Уралмаш» Свердловск | 0:0                                                     | «Локомотив» Москва |

| 28 мая 1971        | \| «Кузбасс» Кемерово \| 0:0 \| «Текстильщик» Иваново \| |                       |
| «Кузбасс» Кемерово | 0:0                                                      | «Текстильщик» Иваново |

| 28 мая 1971            | \| «Днепр» Днепропетровск \| 2:1 \| «Черноморец» Одесса \| |                     |
| «Днепр» Днепропетровск | 2:1                                                        | «Черноморец» Одесса |

| 28 мая 1971         | \| «Металлист» Харьков \| 1:0 \| «Молдова» Кишинев \| |                   |
| «Металлист» Харьков | 1:0                                                   | «Молдова» Кишинев |

| 28 мая 1971       | \| «Торпедо» Кутаиси \| 3:1 \| «Металлург» Запорожье \| |                       |
| «Торпедо» Кутаиси | 3:1                                                     | «Металлург» Запорожье |

| 28 мая 1971    | \| «Рубин» Казань \| 3:0 \| «Памир» Душанбе \| |                 |
| «Рубин» Казань | 3:0                                            | «Памир» Душанбе |

| 1 июня 1971           | \| «Металлург» Запорожье \| 1:0 \| «Днепр» Днепропетровск \| |                        |
| «Металлург» Запорожье | 1:0                                                          | «Днепр» Днепропетровск |

| 1 июня 1971    | \| «Даугава» Рига \| 0:0 \| «Строитель» Ашхабад \| |                     |
| «Даугава» Рига | 0:0                                                | «Строитель» Ашхабад |

| 1 июня 1971         | \| «Жальгирис» Вильнюс \| 0:0 \| «Волгарь» Астрахань \| |                     |
| «Жальгирис» Вильнюс | 0:0                                                     | «Волгарь» Астрахань |

| 1 июня 1971        | \| «Динамо» Ленинград \| 3:1 \| «Спартак» Орджоникидзе \| |                        |
| «Динамо» Ленинград | 3:1                                                       | «Спартак» Орджоникидзе |

| 1 июня 1971     | \| «Памир» Душанбе \| 0:0 \| «Шахтёр» Караганда \| |                    |
| «Памир» Душанбе | 0:0                                                | «Шахтёр» Караганда |

| 1 июня 1971               | \| «Крылья Советов» Куйбышев \| 1:1 \| «Текстильщик» Иваново \| |                       |
| «Крылья Советов» Куйбышев | 1:1                                                             | «Текстильщик» Иваново |

| 1 июня 1971          | \| «Уралмаш» Свердловск \| 2:1 \| «Шинник» Ярославль \| |                    |
| «Уралмаш» Свердловск | 2:1                                                     | «Шинник» Ярославль |

| 1 июня 1971        | \| «Кузбасс» Кемерово \| 1:3 \| «Локомотив» Москва \| |                    |
| «Кузбасс» Кемерово | 1:3                                                   | «Локомотив» Москва |

| 1 июня 1971         | \| «Металлист» Харьков \| 2:0 \| «Черноморец» Одесса \| |                     |
| «Металлист» Харьков | 2:0                                                     | «Черноморец» Одесса |

| 1 июня 1971       | \| «Торпедо» Кутаиси \| 0:0 \| «Молдова» Кишинев \| |                   |
| «Торпедо» Кутаиси | 0:0                                                 | «Молдова» Кишинев |

| 1 июня 1971    | \| «Рубин» Казань \| 3:1 \| «Алга» Фрунзе \| |               |
| «Рубин» Казань | 3:1                                          | «Алга» Фрунзе |

| 8 июня 1971         | \| «Черноморец» Одесса \| 2:0 \| «Шахтёр» Караганда \| |                    |
| «Черноморец» Одесса | 2:0                                                    | «Шахтёр» Караганда |

| 8 июня 1971       | \| «Молдова» Кишинев \| 0:0 \| «Алга» Фрунзе \| |               |
| «Молдова» Кишинев | 0:0                                             | «Алга» Фрунзе |

| 8 июня 1971           | \| «Металлург» Запорожье \| 1:0 \| «Памир» Душанбе \| |                 |
| «Металлург» Запорожье | 1:0                                                   | «Памир» Душанбе |

| 8 июня 1971        | \| «Локомотив» Москва \| 1:0 \| «Даугава» Рига \| |                |
| «Локомотив» Москва | 1:0                                               | «Даугава» Рига |

| 8 июня 1971           | \| «Текстильщик» Иваново \| 0:0 \| «Динамо» Ленинград \| |                    |
| «Текстильщик» Иваново | 0:0                                                      | «Динамо» Ленинград |

| 8 июня 1971        | \| «Шинник» Ярославль \| 2:1 \| «Жальгирис» Вильнюс \| |                     |
| «Шинник» Ярославль | 2:1                                                    | «Жальгирис» Вильнюс |

| 8 июня 1971          | \| «Уралмаш» Свердловск \| 1:0 \| «Крылья Советов» Куйбышев \| |                           |
| «Уралмаш» Свердловск | 1:0                                                            | «Крылья Советов» Куйбышев |

| 8 июня 1971        | \| «Кузбасс» Кемерово \| 1:2 \| «Рубин» Казань \| |                |
| «Кузбасс» Кемерово | 1:2                                               | «Рубин» Казань |

| 8 июня 1971         | \| «Волгарь» Астрахань \| 1:1 \| «Днепр» Днепропетровск \| |                        |
| «Волгарь» Астрахань | 1:1                                                        | «Днепр» Днепропетровск |

| 8 июня 1971            | \| «Спартак» Орджоникидзе \| 3:1 \| «Торпедо» Кутаиси \| |                   |
| «Спартак» Орджоникидзе | 3:1                                                      | «Торпедо» Кутаиси |

| 8 июня 1971         | \| «Строитель» Ашхабад \| 2:0 \| «Металлист» Харьков \| |                     |
| «Строитель» Ашхабад | 2:0                                                     | «Металлист» Харьков |

| 12 июня 1971        | \| «Черноморец» Одесса \| 1:0 \| «Алга» Фрунзе \| |               |
| «Черноморец» Одесса | 1:0                                               | «Алга» Фрунзе |

| 12 июня 1971      | \| «Молдова» Кишинев \| 2:1 \| «Памир» Душанбе \| |                 |
| «Молдова» Кишинев | 2:1                                               | «Памир» Душанбе |

| 12 июня 1971          | \| «Металлург» Запорожье \| 2:0 \| «Шахтёр» Караганда \| |                    |
| «Металлург» Запорожье | 2:0                                                      | «Шахтёр» Караганда |

| 12 июня 1971       | \| «Локомотив» Москва \| 1:1 \| «Жальгирис» Вильнюс \| |                     |
| «Локомотив» Москва | 1:1                                                    | «Жальгирис» Вильнюс |

| 12 июня 1971          | \| «Текстильщик» Иваново \| 2:0 \| «Даугава» Рига \| |                |
| «Текстильщик» Иваново | 2:0                                                  | «Даугава» Рига |

| 12 июня 1971       | \| «Шинник» Ярославль \| 0:0 \| «Динамо» Ленинград \| |                    |
| «Шинник» Ярославль | 0:0                                                   | «Динамо» Ленинград |

| 12 июня 1971         | \| «Уралмаш» Свердловск \| 0:0 \| «Рубин» Казань \| |                |
| «Уралмаш» Свердловск | 0:0                                                 | «Рубин» Казань |

| 12 июня 1971       | \| «Кузбасс» Кемерово \| 1:1 \| «Крылья Советов» Куйбышев \| |                           |
| «Кузбасс» Кемерово | 1:1                                                          | «Крылья Советов» Куйбышев |

| 12 июня 1971        | \| «Волгарь» Астрахань \| 0:1 \| «Металлист» Харьков \| |                     |
| «Волгарь» Астрахань | 0:1                                                     | «Металлист» Харьков |

| 12 июня 1971           | \| «Спартак» Орджоникидзе \| 2:2 \| «Днепр» Днепропетровск \| |                        |
| «Спартак» Орджоникидзе | 2:2                                                           | «Днепр» Днепропетровск |

| 12 июня 1971        | \| «Строитель» Ашхабад \| 0:1 \| «Торпедо» Кутаиси \| |                   |
| «Строитель» Ашхабад | 0:1                                                   | «Торпедо» Кутаиси |

| 16 июня 1971        | \| «Черноморец» Одесса \| 0:0 \| «Памир» Душанбе \| |                 |
| «Черноморец» Одесса | 0:0                                                 | «Памир» Душанбе |

| 16 июня 1971      | \| «Молдова» Кишинев \| 2:0 \| «Шахтёр» Караганда \| |                    |
| «Молдова» Кишинев | 2:0                                                  | «Шахтёр» Караганда |

| 16 июня 1971          | \| «Металлург» Запорожье \| 1:1 \| «Алга» Фрунзе \| |               |
| «Металлург» Запорожье | 1:1                                                 | «Алга» Фрунзе |

| 16 июня 1971       | \| «Локомотив» Москва \| 4:0 \| «Динамо» Ленинград \| |                    |
| «Локомотив» Москва | 4:0                                                   | «Динамо» Ленинград |

| 16 июня 1971          | \| «Текстильщик» Иваново \| 2:0 \| «Жальгирис» Вильнюс \| |                     |
| «Текстильщик» Иваново | 2:0                                                       | «Жальгирис» Вильнюс |

| 16 июня 1971       | \| «Шинник» Ярославль \| 0:1 \| «Даугава» Рига \| |                |
| «Шинник» Ярославль | 0:1                                               | «Даугава» Рига |

| 16 июня 1971              | \| «Крылья Советов» Куйбышев \| 1:0 \| «Рубин» Казань \| |                |
| «Крылья Советов» Куйбышев | 1:0                                                      | «Рубин» Казань |

| 16 июня 1971       | \| «Кузбасс» Кемерово \| 0:0 \| «Уралмаш» Свердловск \| |                      |
| «Кузбасс» Кемерово | 0:0                                                     | «Уралмаш» Свердловск |

| 16 июня 1971        | \| «Волгарь» Астрахань \| 1:1 \| «Торпедо» Кутаиси \| |                   |
| «Волгарь» Астрахань | 1:1                                                   | «Торпедо» Кутаиси |

| 16 июня 1971           | \| «Спартак» Орджоникидзе \| 2:1 \| «Металлист» Харьков \| |                     |
| «Спартак» Орджоникидзе | 2:1                                                        | «Металлист» Харьков |

| 16 июня 1971        | \| «Строитель» Ашхабад \| 2:3 \| «Днепр» Днепропетровск \| |                        |
| «Строитель» Ашхабад | 2:3                                                        | «Днепр» Днепропетровск |

| 24 июня 1971          | \| «Металлург» Запорожье \| 0:0 \| «Молдова» Кишинев \| |                   |
| «Металлург» Запорожье | 0:0                                                     | «Молдова» Кишинев |

| 24 июня 1971   | \| «Даугава» Рига \| 0:1 \| «Уралмаш» Свердловск \| |                      |
| «Даугава» Рига | 0:1                                                 | «Уралмаш» Свердловск |

| 24 июня 1971        | \| «Жальгирис» Вильнюс \| 2:1 \| «Кузбасс» Кемерово \| |                    |
| «Жальгирис» Вильнюс | 2:1                                                    | «Кузбасс» Кемерово |

| 24 июня 1971       | \| «Динамо» Ленинград \| 2:1 \| «Крылья Советов» Куйбышев \| |                           |
| «Динамо» Ленинград | 2:1                                                          | «Крылья Советов» Куйбышев |

| 24 июня 1971    | \| «Памир» Душанбе \| 4:1 \| «Волгарь» Астрахань \| |                     |
| «Памир» Душанбе | 4:1                                                 | «Волгарь» Астрахань |

| 24 июня 1971  | \| «Алга» Фрунзе \| 1:1 \| «Спартак» Орджоникидзе \| |                        |
| «Алга» Фрунзе | 1:1                                                  | «Спартак» Орджоникидзе |

| 24 июня 1971       | \| «Шахтёр» Караганда \| 2:1 \| «Строитель» Ашхабад \| |                     |
| «Шахтёр» Караганда | 2:1                                                    | «Строитель» Ашхабад |

| 24 июня 1971           | \| «Днепр» Днепропетровск \| 1:1 \| «Локомотив» Москва \| |                    |
| «Днепр» Днепропетровск | 1:1                                                       | «Локомотив» Москва |

| 24 июня 1971        | \| «Металлист» Харьков \| 2:2 \| «Шинник» Ярославль \| |                    |
| «Металлист» Харьков | 2:2                                                    | «Шинник» Ярославль |

| 24 июня 1971      | \| «Торпедо» Кутаиси \| 1:1 \| «Текстильщик» Иваново \| |                       |
| «Торпедо» Кутаиси | 1:1                                                     | «Текстильщик» Иваново |

| 24 июня 1971   | \| «Рубин» Казань \| 0:1 \| «Черноморец» Одесса \| |                     |
| «Рубин» Казань | 0:1                                                | «Черноморец» Одесса |

| 28 июня 1971      | \| «Молдова» Кишинев \| 1:2 \| «Черноморец» Одесса \| |                     |
| «Молдова» Кишинев | 1:2                                                   | «Черноморец» Одесса |

| 28 июня 1971   | \| «Даугава» Рига \| 1:0 \| «Крылья Советов» Куйбышев \| |                           |
| «Даугава» Рига | 1:0                                                      | «Крылья Советов» Куйбышев |

| 28 июня 1971        | \| «Жальгирис» Вильнюс \| 1:2 \| «Уралмаш» Свердловск \| |                      |
| «Жальгирис» Вильнюс | 1:2                                                      | «Уралмаш» Свердловск |

| 28 июня 1971       | \| «Динамо» Ленинград \| 5:0 \| «Кузбасс» Кемерово \| |                    |
| «Динамо» Ленинград | 5:0                                                   | «Кузбасс» Кемерово |

| 28 июня 1971    | \| «Памир» Душанбе \| 2:0 \| «Строитель» Ашхабад \| |                     |
| «Памир» Душанбе | 2:0                                                 | «Строитель» Ашхабад |

| 28 июня 1971  | \| «Алга» Фрунзе \| 2:0 \| «Волгарь» Астрахань \| |                     |
| «Алга» Фрунзе | 2:0                                               | «Волгарь» Астрахань |

| 28 июня 1971       | \| «Шахтёр» Караганда \| 0:0 \| «Спартак» Орджоникидзе \| |                        |
| «Шахтёр» Караганда | 0:0                                                       | «Спартак» Орджоникидзе |

| 28 июня 1971           | \| «Днепр» Днепропетровск \| 3:1 \| «Текстильщик» Иваново \| |                       |
| «Днепр» Днепропетровск | 3:1                                                          | «Текстильщик» Иваново |

| 28 июня 1971        | \| «Металлист» Харьков \| 0:0 \| «Локомотив» Москва \| |                    |
| «Металлист» Харьков | 0:0                                                    | «Локомотив» Москва |

| 28 июня 1971      | \| «Торпедо» Кутаиси \| 1:0 \| «Шинник» Ярославль \| |                    |
| «Торпедо» Кутаиси | 1:0                                                  | «Шинник» Ярославль |

| 28 июня 1971   | \| «Рубин» Казань \| 1:1 \| «Металлург» Запорожье \| |                       |
| «Рубин» Казань | 1:1                                                  | «Металлург» Запорожье |

| 2 июля 1971         | \| «Черноморец» Одесса \| 1:1 \| «Металлург» Запорожье \| |                       |
| «Черноморец» Одесса | 1:1                                                       | «Металлург» Запорожье |

| 2 июля 1971    | \| «Даугава» Рига \| 1:0 \| «Кузбасс» Кемерово \| |                    |
| «Даугава» Рига | 1:0                                               | «Кузбасс» Кемерово |

| 2 июля 1971     | \| «Памир» Душанбе \| 0:2 \| «Спартак» Орджоникидзе \| |                        |
| «Памир» Душанбе | 0:2                                                    | «Спартак» Орджоникидзе |

| 2 июля 1971   | \| «Алга» Фрунзе \| 0:1 \| «Строитель» Ашхабад \| |                     |
| «Алга» Фрунзе | 0:1                                               | «Строитель» Ашхабад |

| 2 июля 1971        | \| «Шахтёр» Караганда \| 0:0 \| «Волгарь» Астрахань \| |                     |
| «Шахтёр» Караганда | 0:0                                                    | «Волгарь» Астрахань |

| 2 июля 1971            | \| «Днепр» Днепропетровск \| 6:1 \| «Шинник» Ярославль \| |                    |
| «Днепр» Днепропетровск | 6:1                                                       | «Шинник» Ярославль |

| 2 июля 1971         | \| «Металлист» Харьков \| 0:2 \| «Текстильщик» Иваново \| |                       |
| «Металлист» Харьков | 0:2                                                       | «Текстильщик» Иваново |

| 2 июля 1971       | \| «Торпедо» Кутаиси \| 2:0 \| «Локомотив» Москва \| |                    |
| «Торпедо» Кутаиси | 2:0                                                  | «Локомотив» Москва |

| 3 июля 1971         | \| «Жальгирис» Вильнюс \| 1:0 \| «Крылья Советов» Куйбышев \| |                           |
| «Жальгирис» Вильнюс | 1:0                                                           | «Крылья Советов» Куйбышев |

| 3 июля 1971        | \| «Динамо» Ленинград \| 1:0 \| «Уралмаш» Свердловск \| |                      |
| «Динамо» Ленинград | 1:0                                                     | «Уралмаш» Свердловск |

| 5 июля 1971    | \| «Рубин» Казань \| 0:0 \| «Молдова» Кишинев \| |                   |
| «Рубин» Казань | 0:0                                              | «Молдова» Кишинев |

| 8 июля 1971        | \| «Локомотив» Москва \| 1:0 \| «Памир» Душанбе \| |                 |
| «Локомотив» Москва | 1:0                                                | «Памир» Душанбе |

| 9 июля 1971    | \| «Даугава» Рига \| 1:1 \| «Жальгирис» Вильнюс \| |                     |
| «Даугава» Рига | 1:1                                                | «Жальгирис» Вильнюс |

| 9 июля 1971        | \| «Динамо» Ленинград \| 1:0 \| «Рубин» Казань \| |                |
| «Динамо» Ленинград | 1:0                                               | «Рубин» Казань |

| 9 июля 1971           | \| «Текстильщик» Иваново \| 3:0 \| «Алга» Фрунзе \| |               |
| «Текстильщик» Иваново | 3:0                                                 | «Алга» Фрунзе |

| 9 июля 1971        | \| «Шинник» Ярославль \| 0:0 \| «Шахтёр» Караганда \| |                    |
| «Шинник» Ярославль | 0:0                                                   | «Шахтёр» Караганда |

| 9 июля 1971               | \| «Крылья Советов» Куйбышев \| 0:0 \| «Торпедо» Кутаиси \| |                   |
| «Крылья Советов» Куйбышев | 0:0                                                         | «Торпедо» Кутаиси |

| 9 июля 1971          | \| «Уралмаш» Свердловск \| 0:1 \| «Днепр» Днепропетровск \| |                        |
| «Уралмаш» Свердловск | 0:1                                                         | «Днепр» Днепропетровск |

| 9 июля 1971        | \| «Кузбасс» Кемерово \| 2:1 \| «Металлист» Харьков \| |                     |
| «Кузбасс» Кемерово | 2:1                                                    | «Металлист» Харьков |

| 9 июля 1971         | \| «Волгарь» Астрахань \| 4:0 \| «Молдова» Кишинев \| |                   |
| «Волгарь» Астрахань | 4:0                                                   | «Молдова» Кишинев |

| 9 июля 1971            | \| «Спартак» Орджоникидзе \| 2:1 \| «Металлург» Запорожье \| |                       |
| «Спартак» Орджоникидзе | 2:1                                                          | «Металлург» Запорожье |

| 9 июля 1971         | \| «Строитель» Ашхабад \| 1:0 \| «Черноморец» Одесса \| |                     |
| «Строитель» Ашхабад | 1:0                                                     | «Черноморец» Одесса |

| 13 июля 1971   | \| «Даугава» Рига \| 1:1 \| «Рубин» Казань \| |                |
| «Даугава» Рига | 1:1                                           | «Рубин» Казань |

| 13 июля 1971        | \| «Жальгирис» Вильнюс \| 3:0 \| «Динамо» Ленинград \| |                    |
| «Жальгирис» Вильнюс | 3:0                                                    | «Динамо» Ленинград |

| 13 июля 1971       | \| «Локомотив» Москва \| 2:1 \| «Алга» Фрунзе \| |               |
| «Локомотив» Москва | 2:1                                              | «Алга» Фрунзе |

| 13 июля 1971          | \| «Текстильщик» Иваново \| 1:1 \| «Шахтёр» Караганда \| |                    |
| «Текстильщик» Иваново | 1:1                                                      | «Шахтёр» Караганда |

| 13 июля 1971       | \| «Шинник» Ярославль \| 1:0 \| «Памир» Душанбе \| |                 |
| «Шинник» Ярославль | 1:0                                                | «Памир» Душанбе |

| 13 июля 1971              | \| «Крылья Советов» Куйбышев \| 2:1 \| «Металлист» Харьков \| |                     |
| «Крылья Советов» Куйбышев | 2:1                                                           | «Металлист» Харьков |

| 13 июля 1971         | \| «Уралмаш» Свердловск \| 3:1 \| «Торпедо» Кутаиси \| |                   |
| «Уралмаш» Свердловск | 3:1                                                    | «Торпедо» Кутаиси |

| 13 июля 1971       | \| «Кузбасс» Кемерово \| 1:1 \| «Днепр» Днепропетровск \| |                        |
| «Кузбасс» Кемерово | 1:1                                                       | «Днепр» Днепропетровск |

| 13 июля 1971        | \| «Волгарь» Астрахань \| 0:0 \| «Черноморец» Одесса \| |                     |
| «Волгарь» Астрахань | 0:0                                                     | «Черноморец» Одесса |

| 13 июля 1971           | \| «Спартак» Орджоникидзе \| 1:1 \| «Молдова» Кишинев \| |                   |
| «Спартак» Орджоникидзе | 1:1                                                      | «Молдова» Кишинев |

| 13 июля 1971        | \| «Строитель» Ашхабад \| 1:0 \| «Металлург» Запорожье \| |                       |
| «Строитель» Ашхабад | 1:0                                                       | «Металлург» Запорожье |

| 17 июля 1971        | \| «Жальгирис» Вильнюс \| 2:0 \| «Рубин» Казань \| |                |
| «Жальгирис» Вильнюс | 2:0                                                | «Рубин» Казань |

| 17 июля 1971       | \| «Динамо» Ленинград \| 0:1 \| «Даугава» Рига \| |                |
| «Динамо» Ленинград | 0:1                                               | «Даугава» Рига |

| 17 июля 1971       | \| «Локомотив» Москва \| 3:2 \| «Шахтёр» Караганда \| |                    |
| «Локомотив» Москва | 3:2                                                   | «Шахтёр» Караганда |

| 17 июля 1971          | \| «Текстильщик» Иваново \| 1:0 \| «Памир» Душанбе \| |                 |
| «Текстильщик» Иваново | 1:0                                                   | «Памир» Душанбе |

| 17 июля 1971       | \| «Шинник» Ярославль \| 1:0 \| «Алга» Фрунзе \| |               |
| «Шинник» Ярославль | 1:0                                              | «Алга» Фрунзе |

| 17 июля 1971              | \| «Крылья Советов» Куйбышев \| 2:4 \| «Днепр» Днепропетровск \| |                        |
| «Крылья Советов» Куйбышев | 2:4                                                              | «Днепр» Днепропетровск |

| 17 июля 1971         | \| «Уралмаш» Свердловск \| 0:1 \| «Металлист» Харьков \| |                     |
| «Уралмаш» Свердловск | 0:1                                                      | «Металлист» Харьков |

| 17 июля 1971       | \| «Кузбасс» Кемерово \| 0:0 \| «Торпедо» Кутаиси \| |                   |
| «Кузбасс» Кемерово | 0:0                                                  | «Торпедо» Кутаиси |

| 20 июля 1971        | \| «Черноморец» Одесса \| 2:0 \| «Спартак» Орджоникидзе \| |                        |
| «Черноморец» Одесса | 2:0                                                        | «Спартак» Орджоникидзе |

| 20 июля 1971      | \| «Молдова» Кишинев \| 1:0 \| «Строитель» Ашхабад \| |                     |
| «Молдова» Кишинев | 1:0                                                   | «Строитель» Ашхабад |

| 20 июля 1971          | \| «Металлург» Запорожье \| 0:0 \| «Волгарь» Астрахань \| |                     |
| «Металлург» Запорожье | 0:0                                                       | «Волгарь» Астрахань |

| 24 июля 1971   | \| «Даугава» Рига \| 3:1 \| «Шинник» Ярославль \| |                    |
| «Даугава» Рига | 3:1                                               | «Шинник» Ярославль |

| 24 июля 1971        | \| «Жальгирис» Вильнюс \| 0:3 \| «Локомотив» Москва \| |                    |
| «Жальгирис» Вильнюс | 0:3                                                    | «Локомотив» Москва |

| 24 июля 1971       | \| «Динамо» Ленинград \| 1:0 \| «Текстильщик» Иваново \| |                       |
| «Динамо» Ленинград | 1:0                                                      | «Текстильщик» Иваново |

| 24 июля 1971    | \| «Памир» Душанбе \| 1:3 \| «Металлург» Запорожье \| |                       |
| «Памир» Душанбе | 1:3                                                   | «Металлург» Запорожье |

| 24 июля 1971  | \| «Алга» Фрунзе \| 2:0 \| «Молдова» Кишинев \| |                   |
| «Алга» Фрунзе | 2:0                                             | «Молдова» Кишинев |

| 24 июля 1971       | \| «Шахтёр» Караганда \| 1:2 \| «Черноморец» Одесса \| |                     |
| «Шахтёр» Караганда | 1:2                                                    | «Черноморец» Одесса |

| 24 июля 1971              | \| «Крылья Советов» Куйбышев \| 1:2 \| «Уралмаш» Свердловск \| |                      |
| «Крылья Советов» Куйбышев | 1:2                                                            | «Уралмаш» Свердловск |

| 24 июля 1971           | \| «Днепр» Днепропетровск \| 4:0 \| «Волгарь» Астрахань \| |                     |
| «Днепр» Днепропетровск | 4:0                                                        | «Волгарь» Астрахань |

| 24 июля 1971        | \| «Металлист» Харьков \| 3:0 \| «Строитель» Ашхабад \| |                     |
| «Металлист» Харьков | 3:0                                                     | «Строитель» Ашхабад |

| 24 июля 1971      | \| «Торпедо» Кутаиси \| 3:0 \| «Спартак» Орджоникидзе \| |                        |
| «Торпедо» Кутаиси | 3:0                                                      | «Спартак» Орджоникидзе |

| 24 июля 1971   | \| «Рубин» Казань \| 1:2 \| «Кузбасс» Кемерово \| |                    |
| «Рубин» Казань | 1:2                                               | «Кузбасс» Кемерово |

| 28 июля 1971   | \| «Даугава» Рига \| 1:0 \| «Локомотив» Москва \| |                    |
| «Даугава» Рига | 1:0                                               | «Локомотив» Москва |

| 28 июля 1971        | \| «Жальгирис» Вильнюс \| 0:1 \| «Текстильщик» Иваново \| |                       |
| «Жальгирис» Вильнюс | 0:1                                                       | «Текстильщик» Иваново |

| 28 июля 1971       | \| «Динамо» Ленинград \| 0:2 \| «Шинник» Ярославль \| |                    |
| «Динамо» Ленинград | 0:2                                                   | «Шинник» Ярославль |

| 28 июля 1971    | \| «Памир» Душанбе \| 1:0 \| «Молдова» Кишинев \| |                   |
| «Памир» Душанбе | 1:0                                               | «Молдова» Кишинев |

| 28 июля 1971  | \| «Алга» Фрунзе \| 1:2 \| «Черноморец» Одесса \| |                     |
| «Алга» Фрунзе | 1:2                                               | «Черноморец» Одесса |

| 28 июля 1971       | \| «Шахтёр» Караганда \| 3:1 \| «Металлург» Запорожье \| |                       |
| «Шахтёр» Караганда | 3:1                                                      | «Металлург» Запорожье |

| 28 июля 1971              | \| «Крылья Советов» Куйбышев \| 3:0 \| «Кузбасс» Кемерово \| |                    |
| «Крылья Советов» Куйбышев | 3:0                                                          | «Кузбасс» Кемерово |

| 28 июля 1971           | \| «Днепр» Днепропетровск \| 3:2 \| «Строитель» Ашхабад \| |                     |
| «Днепр» Днепропетровск | 3:2                                                        | «Строитель» Ашхабад |

| 28 июля 1971      | \| «Торпедо» Кутаиси \| 6:1 \| «Волгарь» Астрахань \| |                     |
| «Торпедо» Кутаиси | 6:1                                                   | «Волгарь» Астрахань |

| 28 июля 1971   | \| «Рубин» Казань \| 0:0 \| «Уралмаш» Свердловск \| |                      |
| «Рубин» Казань | 0:0                                                 | «Уралмаш» Свердловск |

| 1 августа 1971 | \| «Даугава» Рига \| 1:1 \| «Текстильщик» Иваново \| |                       |
| «Даугава» Рига | 1:1                                                  | «Текстильщик» Иваново |

| 1 августа 1971      | \| «Жальгирис» Вильнюс \| 2:1 \| «Шинник» Ярославль \| |                    |
| «Жальгирис» Вильнюс | 2:1                                                    | «Шинник» Ярославль |

| 1 августа 1971     | \| «Динамо» Ленинград \| 1:2 \| «Локомотив» Москва \| |                    |
| «Динамо» Ленинград | 1:2                                                   | «Локомотив» Москва |

| 1 августа 1971  | \| «Памир» Душанбе \| 0:1 \| «Черноморец» Одесса \| |                     |
| «Памир» Душанбе | 0:1                                                 | «Черноморец» Одесса |

| 1 августа 1971 | \| «Алга» Фрунзе \| 1:1 \| «Металлург» Запорожье \| |                       |
| «Алга» Фрунзе  | 1:1                                                 | «Металлург» Запорожье |

| 1 августа 1971     | \| «Шахтёр» Караганда \| 1:0 \| «Молдова» Кишинев \| |                   |
| «Шахтёр» Караганда | 1:0                                                  | «Молдова» Кишинев |

| 1 августа 1971       | \| «Уралмаш» Свердловск \| 1:2 \| «Кузбасс» Кемерово \| |                    |
| «Уралмаш» Свердловск | 1:2                                                     | «Кузбасс» Кемерово |

| 1 августа 1971         | \| «Днепр» Днепропетровск \| 4:0 \| «Спартак» Орджоникидзе \| |                        |
| «Днепр» Днепропетровск | 4:0                                                           | «Спартак» Орджоникидзе |

| 1 августа 1971      | \| «Металлист» Харьков \| 3:1 \| «Волгарь» Астрахань \| |                     |
| «Металлист» Харьков | 3:1                                                     | «Волгарь» Астрахань |

| 1 августа 1971    | \| «Торпедо» Кутаиси \| 2:2 \| «Строитель» Ашхабад \| |                     |
| «Торпедо» Кутаиси | 2:2                                                   | «Строитель» Ашхабад |

| 1 августа 1971 | \| «Рубин» Казань \| 0:3 \| «Крылья Советов» Куйбышев \| |                           |
| «Рубин» Казань | 0:3                                                      | «Крылья Советов» Куйбышев |

| 5 августа 1971      | \| «Металлист» Харьков \| 4:1 \| «Спартак» Орджоникидзе \| |                        |
| «Металлист» Харьков | 4:1                                                        | «Спартак» Орджоникидзе |

| 5 августа 1971      | \| «Строитель» Ашхабад \| 1:0 \| «Молдова» Кишинев \| |                   |
| «Строитель» Ашхабад | 1:0                                                   | «Молдова» Кишинев |

| 9 августа 1971      | \| «Черноморец» Одесса \| 5:0 \| «Рубин» Казань \| |                |
| «Черноморец» Одесса | 5:0                                                | «Рубин» Казань |

| 9 августа 1971    | \| «Молдова» Кишинев \| 1:0 \| «Металлург» Запорожье \| |                       |
| «Молдова» Кишинев | 1:0                                                     | «Металлург» Запорожье |

| 9 августа 1971     | \| «Локомотив» Москва \| 5:0 \| «Торпедо» Кутаиси \| |                   |
| «Локомотив» Москва | 5:0                                                  | «Торпедо» Кутаиси |

| 9 августа 1971        | \| «Текстильщик» Иваново \| 1:2 \| «Металлист» Харьков \| |                     |
| «Текстильщик» Иваново | 1:2                                                       | «Металлист» Харьков |

| 9 августа 1971     | \| «Шинник» Ярославль \| 1:2 \| «Днепр» Днепропетровск \| |                        |
| «Шинник» Ярославль | 1:2                                                       | «Днепр» Днепропетровск |

| 9 августа 1971            | \| «Крылья Советов» Куйбышев \| 3:0 \| «Динамо» Ленинград \| |                    |
| «Крылья Советов» Куйбышев | 3:0                                                          | «Динамо» Ленинград |

| 9 августа 1971       | \| «Уралмаш» Свердловск \| 1:1 \| «Даугава» Рига \| |                |
| «Уралмаш» Свердловск | 1:1                                                 | «Даугава» Рига |

| 9 августа 1971     | \| «Кузбасс» Кемерово \| 0:0 \| «Жальгирис» Вильнюс \| |                     |
| «Кузбасс» Кемерово | 0:0                                                    | «Жальгирис» Вильнюс |

| 9 августа 1971      | \| «Волгарь» Астрахань \| 1:1 \| «Памир» Душанбе \| |                 |
| «Волгарь» Астрахань | 1:1                                                 | «Памир» Душанбе |

| 9 августа 1971         | \| «Спартак» Орджоникидзе \| 5:3 \| «Алга» Фрунзе \| |               |
| «Спартак» Орджоникидзе | 5:3                                                  | «Алга» Фрунзе |

| 9 августа 1971      | \| «Строитель» Ашхабад \| 2:1 \| «Шахтёр» Караганда \| |                    |
| «Строитель» Ашхабад | 2:1                                                    | «Шахтёр» Караганда |

| 13 августа 1971     | \| «Черноморец» Одесса \| 3:0 \| «Молдова» Кишинев \| |                   |
| «Черноморец» Одесса | 3:0                                                   | «Молдова» Кишинев |

| 13 августа 1971       | \| «Металлург» Запорожье \| 2:0 \| «Рубин» Казань \| |                |
| «Металлург» Запорожье | 2:0                                                  | «Рубин» Казань |

| 13 августа 1971    | \| «Локомотив» Москва \| 3:0 \| «Металлист» Харьков \| |                     |
| «Локомотив» Москва | 3:0                                                    | «Металлист» Харьков |

| 13 августа 1971       | \| «Текстильщик» Иваново \| 0:3 \| «Днепр» Днепропетровск \| |                        |
| «Текстильщик» Иваново | 0:3                                                          | «Днепр» Днепропетровск |

| 13 августа 1971    | \| «Шинник» Ярославль \| 2:1 \| «Торпедо» Кутаиси \| |                   |
| «Шинник» Ярославль | 2:1                                                  | «Торпедо» Кутаиси |

| 13 августа 1971           | \| «Крылья Советов» Куйбышев \| 1:1 \| «Даугава» Рига \| |                |
| «Крылья Советов» Куйбышев | 1:1                                                      | «Даугава» Рига |

| 13 августа 1971      | \| «Уралмаш» Свердловск \| 3:1 \| «Жальгирис» Вильнюс \| |                     |
| «Уралмаш» Свердловск | 3:1                                                      | «Жальгирис» Вильнюс |

| 13 августа 1971    | \| «Кузбасс» Кемерово \| 4:2 \| «Динамо» Ленинград \| |                    |
| «Кузбасс» Кемерово | 4:2                                                   | «Динамо» Ленинград |

| 13 августа 1971     | \| «Волгарь» Астрахань \| 2:0 \| «Алга» Фрунзе \| |               |
| «Волгарь» Астрахань | 2:0                                               | «Алга» Фрунзе |

| 13 августа 1971        | \| «Спартак» Орджоникидзе \| 1:0 \| «Шахтёр» Караганда \| |                    |
| «Спартак» Орджоникидзе | 1:0                                                       | «Шахтёр» Караганда |

| 13 августа 1971     | \| «Строитель» Ашхабад \| 1:2 \| «Памир» Душанбе \| |                 |
| «Строитель» Ашхабад | 1:2                                                 | «Памир» Душанбе |

| 17 августа 1971   | \| «Молдова» Кишинев \| 2:2 \| «Рубин» Казань \| |                |
| «Молдова» Кишинев | 2:2                                              | «Рубин» Казань |

| 17 августа 1971       | \| «Металлург» Запорожье \| 1:0 \| «Черноморец» Одесса \| |                     |
| «Металлург» Запорожье | 1:0                                                       | «Черноморец» Одесса |

| 17 августа 1971    | \| «Локомотив» Москва \| 2:0 \| «Днепр» Днепропетровск \| |                        |
| «Локомотив» Москва | 2:0                                                       | «Днепр» Днепропетровск |

| 17 августа 1971       | \| «Текстильщик» Иваново \| 3:0 \| «Торпедо» Кутаиси \| |                   |
| «Текстильщик» Иваново | 3:0                                                     | «Торпедо» Кутаиси |

| 17 августа 1971    | \| «Шинник» Ярославль \| 1:0 \| «Металлист» Харьков \| |                     |
| «Шинник» Ярославль | 1:0                                                    | «Металлист» Харьков |

| 17 августа 1971           | \| «Крылья Советов» Куйбышев \| 1:0 \| «Жальгирис» Вильнюс \| |                     |
| «Крылья Советов» Куйбышев | 1:0                                                           | «Жальгирис» Вильнюс |

| 17 августа 1971      | \| «Уралмаш» Свердловск \| 0:0 \| «Динамо» Ленинград \| |                    |
| «Уралмаш» Свердловск | 0:0                                                     | «Динамо» Ленинград |

| 17 августа 1971    | \| «Кузбасс» Кемерово \| 0:1 \| «Даугава» Рига \| |                |
| «Кузбасс» Кемерово | 0:1                                               | «Даугава» Рига |

| 17 августа 1971     | \| «Волгарь» Астрахань \| 2:2 \| «Шахтёр» Караганда \| |                    |
| «Волгарь» Астрахань | 2:2                                                    | «Шахтёр» Караганда |

| 17 августа 1971        | \| «Спартак» Орджоникидзе \| 6:1 \| «Памир» Душанбе \| |                 |
| «Спартак» Орджоникидзе | 6:1                                                    | «Памир» Душанбе |

| 17 августа 1971     | \| «Строитель» Ашхабад \| 4:2 \| «Алга» Фрунзе \| |               |
| «Строитель» Ашхабад | 4:2                                               | «Алга» Фрунзе |

| 21 августа 1971 | \| «Рубин» Казань \| 1:0 \| «Динамо» Ленинград \| |                    |
| «Рубин» Казань  | 1:0                                               | «Динамо» Ленинград |

| 25 августа 1971     | \| «Черноморец» Одесса \| 5:0 \| «Строитель» Ашхабад \| |                     |
| «Черноморец» Одесса | 5:0                                                     | «Строитель» Ашхабад |

| 25 августа 1971   | \| «Молдова» Кишинев \| 3:0 \| «Волгарь» Астрахань \| |                     |
| «Молдова» Кишинев | 3:0                                                   | «Волгарь» Астрахань |

| 25 августа 1971       | \| «Металлург» Запорожье \| 2:0 \| «Спартак» Орджоникидзе \| |                        |
| «Металлург» Запорожье | 2:0                                                          | «Спартак» Орджоникидзе |

| 25 августа 1971     | \| «Жальгирис» Вильнюс \| 3:1 \| «Даугава» Рига \| |                |
| «Жальгирис» Вильнюс | 3:1                                                | «Даугава» Рига |

| 25 августа 1971 | \| «Памир» Душанбе \| 3:1 \| «Текстильщик» Иваново \| |                       |
| «Памир» Душанбе | 3:1                                                   | «Текстильщик» Иваново |

| 25 августа 1971 | \| «Алга» Фрунзе \| 4:1 \| «Шинник» Ярославль \| |                    |
| «Алга» Фрунзе   | 4:1                                              | «Шинник» Ярославль |

| 25 августа 1971    | \| «Шахтёр» Караганда \| 1:1 \| «Локомотив» Москва \| |                    |
| «Шахтёр» Караганда | 1:1                                                   | «Локомотив» Москва |

| 25 августа 1971        | \| «Днепр» Днепропетровск \| 1:0 \| «Крылья Советов» Куйбышев \| |                           |
| «Днепр» Днепропетровск | 1:0                                                              | «Крылья Советов» Куйбышев |

| 25 августа 1971     | \| «Металлист» Харьков \| 0:0 \| «Уралмаш» Свердловск \| |                      |
| «Металлист» Харьков | 0:0                                                      | «Уралмаш» Свердловск |

| 25 августа 1971   | \| «Торпедо» Кутаиси \| 2:1 \| «Кузбасс» Кемерово \| |                    |
| «Торпедо» Кутаиси | 2:1                                                  | «Кузбасс» Кемерово |

| 29 августа 1971     | \| «Черноморец» Одесса \| 2:2 \| «Волгарь» Астрахань \| |                     |
| «Черноморец» Одесса | 2:2                                                     | «Волгарь» Астрахань |

| 29 августа 1971   | \| «Молдова» Кишинев \| 2:0 \| «Спартак» Орджоникидзе \| |                        |
| «Молдова» Кишинев | 2:0                                                      | «Спартак» Орджоникидзе |

| 29 августа 1971       | \| «Металлург» Запорожье \| 4:2 \| «Строитель» Ашхабад \| |                     |
| «Металлург» Запорожье | 4:2                                                       | «Строитель» Ашхабад |

| 29 августа 1971    | \| «Динамо» Ленинград \| 1:1 \| «Жальгирис» Вильнюс \| |                     |
| «Динамо» Ленинград | 1:1                                                    | «Жальгирис» Вильнюс |

| 29 августа 1971 | \| «Памир» Душанбе \| 0:0 \| «Шинник» Ярославль \| |                    |
| «Памир» Душанбе | 0:0                                                | «Шинник» Ярославль |

| 29 августа 1971 | \| «Алга» Фрунзе \| 2:1 \| «Локомотив» Москва \| |                    |
| «Алга» Фрунзе   | 2:1                                              | «Локомотив» Москва |

| 29 августа 1971    | \| «Шахтёр» Караганда \| 2:1 \| «Текстильщик» Иваново \| |                       |
| «Шахтёр» Караганда | 2:1                                                      | «Текстильщик» Иваново |

| 29 августа 1971        | \| «Днепр» Днепропетровск \| 4:0 \| «Кузбасс» Кемерово \| |                    |
| «Днепр» Днепропетровск | 4:0                                                       | «Кузбасс» Кемерово |

| 29 августа 1971     | \| «Металлист» Харьков \| 2:1 \| «Крылья Советов» Куйбышев \| |                           |
| «Металлист» Харьков | 2:1                                                           | «Крылья Советов» Куйбышев |

| 29 августа 1971   | \| «Торпедо» Кутаиси \| 1:0 \| «Уралмаш» Свердловск \| |                      |
| «Торпедо» Кутаиси | 1:0                                                    | «Уралмаш» Свердловск |

| 29 августа 1971 | \| «Рубин» Казань \| 2:0 \| «Даугава» Рига \| |                |
| «Рубин» Казань  | 2:0                                           | «Даугава» Рига |

| 2 сентября 1971 | \| «Даугава» Рига \| 0:2 \| «Динамо» Ленинград \| |                    |
| «Даугава» Рига  | 0:2                                               | «Динамо» Ленинград |

| 2 сентября 1971 | \| «Памир» Душанбе \| 1:5 \| «Локомотив» Москва \| |                    |
| «Памир» Душанбе | 1:5                                                | «Локомотив» Москва |

| 2 сентября 1971 | \| «Алга» Фрунзе \| 2:0 \| «Текстильщик» Иваново \| |                       |
| «Алга» Фрунзе   | 2:0                                                 | «Текстильщик» Иваново |

| 2 сентября 1971    | \| «Шахтёр» Караганда \| 1:0 \| «Шинник» Ярославль \| |                    |
| «Шахтёр» Караганда | 1:0                                                   | «Шинник» Ярославль |

| 2 сентября 1971        | \| «Днепр» Днепропетровск \| 3:0 \| «Уралмаш» Свердловск \| |                      |
| «Днепр» Днепропетровск | 3:0                                                         | «Уралмаш» Свердловск |

| 2 сентября 1971     | \| «Металлист» Харьков \| 2:1 \| «Кузбасс» Кемерово \| |                    |
| «Металлист» Харьков | 2:1                                                    | «Кузбасс» Кемерово |

| 2 сентября 1971   | \| «Торпедо» Кутаиси \| 0:2 \| «Крылья Советов» Куйбышев \| |                           |
| «Торпедо» Кутаиси | 0:2                                                         | «Крылья Советов» Куйбышев |

| 2 сентября 1971 | \| «Рубин» Казань \| 0:0 \| «Жальгирис» Вильнюс \| |                     |
| «Рубин» Казань  | 0:0                                                | «Жальгирис» Вильнюс |

| 6 сентября 1971     | \| «Волгарь» Астрахань \| 2:1 \| «Металлург» Запорожье \| |                       |
| «Волгарь» Астрахань | 2:1                                                       | «Металлург» Запорожье |

| 6 сентября 1971        | \| «Спартак» Орджоникидзе \| 1:0 \| «Черноморец» Одесса \| |                     |
| «Спартак» Орджоникидзе | 1:0                                                        | «Черноморец» Одесса |

| 10 сентября 1971 | \| «Даугава» Рига \| 1:0 \| «Металлист» Харьков \| |                     |
| «Даугава» Рига   | 1:0                                                | «Металлист» Харьков |

| 10 сентября 1971    | \| «Жальгирис» Вильнюс \| 0:0 \| «Днепр» Днепропетровск \| |                        |
| «Жальгирис» Вильнюс | 0:0                                                        | «Днепр» Днепропетровск |

| 10 сентября 1971   | \| «Динамо» Ленинград \| 1:0 \| «Торпедо» Кутаиси \| |                   |
| «Динамо» Ленинград | 1:0                                                  | «Торпедо» Кутаиси |

| 10 сентября 1971   | \| «Локомотив» Москва \| 4:1 \| «Молдова» Кишинев \| |                   |
| «Локомотив» Москва | 4:1                                                  | «Молдова» Кишинев |

| 10 сентября 1971      | \| «Текстильщик» Иваново \| 1:1 \| «Металлург» Запорожье \| |                       |
| «Текстильщик» Иваново | 1:1                                                         | «Металлург» Запорожье |

| 10 сентября 1971   | \| «Шинник» Ярославль \| 0:3 \| «Черноморец» Одесса \| |                     |
| «Шинник» Ярославль | 0:3                                                    | «Черноморец» Одесса |

| 10 сентября 1971          | \| «Крылья Советов» Куйбышев \| 2:0 \| «Памир» Душанбе \| |                 |
| «Крылья Советов» Куйбышев | 2:0                                                       | «Памир» Душанбе |

| 10 сентября 1971     | \| «Уралмаш» Свердловск \| 1:0 \| «Алга» Фрунзе \| |               |
| «Уралмаш» Свердловск | 1:0                                                | «Алга» Фрунзе |

| 10 сентября 1971   | \| «Кузбасс» Кемерово \| 1:1 \| «Шахтёр» Караганда \| |                    |
| «Кузбасс» Кемерово | 1:1                                                   | «Шахтёр» Караганда |

| 10 сентября 1971    | \| «Волгарь» Астрахань \| 1:3 \| «Спартак» Орджоникидзе \| |                        |
| «Волгарь» Астрахань | 1:3                                                        | «Спартак» Орджоникидзе |

| 10 сентября 1971 | \| «Рубин» Казань \| 0:0 \| «Строитель» Ашхабад \| |                     |
| «Рубин» Казань   | 0:0                                                | «Строитель» Ашхабад |

| 14 сентября 1971 | \| «Даугава» Рига \| 0:1 \| «Днепр» Днепропетровск \| |                        |
| «Даугава» Рига   | 0:1                                                   | «Днепр» Днепропетровск |

| 14 сентября 1971    | \| «Жальгирис» Вильнюс \| 0:0 \| «Торпедо» Кутаиси \| |                   |
| «Жальгирис» Вильнюс | 0:0                                                   | «Торпедо» Кутаиси |

| 14 сентября 1971   | \| «Динамо» Ленинград \| 1:1 \| «Металлист» Харьков \| |                     |
| «Динамо» Ленинград | 1:1                                                    | «Металлист» Харьков |

| 14 сентября 1971   | \| «Локомотив» Москва \| 5:0 \| «Черноморец» Одесса \| |                     |
| «Локомотив» Москва | 5:0                                                    | «Черноморец» Одесса |

| 14 сентября 1971      | \| «Текстильщик» Иваново \| 1:0 \| «Молдова» Кишинев \| |                   |
| «Текстильщик» Иваново | 1:0                                                     | «Молдова» Кишинев |

| 14 сентября 1971   | \| «Шинник» Ярославль \| 1:0 \| «Металлург» Запорожье \| |                       |
| «Шинник» Ярославль | 1:0                                                      | «Металлург» Запорожье |

| 14 сентября 1971          | \| «Крылья Советов» Куйбышев \| 3:1 \| «Алга» Фрунзе \| |               |
| «Крылья Советов» Куйбышев | 3:1                                                     | «Алга» Фрунзе |

| 14 сентября 1971     | \| «Уралмаш» Свердловск \| 2:0 \| «Шахтёр» Караганда \| |                    |
| «Уралмаш» Свердловск | 2:0                                                     | «Шахтёр» Караганда |

| 14 сентября 1971   | \| «Кузбасс» Кемерово \| 3:0 \| «Памир» Душанбе \| |                 |
| «Кузбасс» Кемерово | 3:0                                                | «Памир» Душанбе |

| 14 сентября 1971       | \| «Спартак» Орджоникидзе \| 1:1 \| «Строитель» Ашхабад \| |                     |
| «Спартак» Орджоникидзе | 1:1                                                        | «Строитель» Ашхабад |

| 14 сентября 1971 | \| «Рубин» Казань \| 0:0 \| «Волгарь» Астрахань \| |                     |
| «Рубин» Казань   | 0:0                                                | «Волгарь» Астрахань |

| 18 сентября 1971 | \| «Даугава» Рига \| 0:0 \| «Торпедо» Кутаиси \| |                   |
| «Даугава» Рига   | 0:0                                              | «Торпедо» Кутаиси |

| 18 сентября 1971    | \| «Жальгирис» Вильнюс \| 0:3 \| «Металлист» Харьков \| |                     |
| «Жальгирис» Вильнюс | 0:3                                                     | «Металлист» Харьков |

| 18 сентября 1971   | \| «Динамо» Ленинград \| 0:3 \| «Днепр» Днепропетровск \| |                        |
| «Динамо» Ленинград | 0:3                                                       | «Днепр» Днепропетровск |

| 18 сентября 1971      | \| «Текстильщик» Иваново \| 3:2 \| «Черноморец» Одесса \| |                     |
| «Текстильщик» Иваново | 3:2                                                       | «Черноморец» Одесса |

| 18 сентября 1971   | \| «Шинник» Ярославль \| 2:0 \| «Молдова» Кишинев \| |                   |
| «Шинник» Ярославль | 2:0                                                  | «Молдова» Кишинев |

| 18 сентября 1971          | \| «Крылья Советов» Куйбышев \| 6:1 \| «Шахтёр» Караганда \| |                    |
| «Крылья Советов» Куйбышев | 6:1                                                          | «Шахтёр» Караганда |

| 18 сентября 1971     | \| «Уралмаш» Свердловск \| 0:0 \| «Памир» Душанбе \| |                 |
| «Уралмаш» Свердловск | 0:0                                                  | «Памир» Душанбе |

| 18 сентября 1971   | \| «Кузбасс» Кемерово \| 0:1 \| «Алга» Фрунзе \| |               |
| «Кузбасс» Кемерово | 0:1                                              | «Алга» Фрунзе |

| 18 сентября 1971    | \| «Строитель» Ашхабад \| 4:0 \| «Волгарь» Астрахань \| |                     |
| «Строитель» Ашхабад | 4:0                                                     | «Волгарь» Астрахань |

| 18 сентября 1971 | \| «Рубин» Казань \| 1:1 \| «Спартак» Орджоникидзе \| |                        |
| «Рубин» Казань   | 1:1                                                   | «Спартак» Орджоникидзе |

| 18 сентября 1971   | \| «Локомотив» Москва \| 1:1 \| «Металлург» Запорожье \| |                       |
| «Локомотив» Москва | 1:1                                                      | «Металлург» Запорожье |

| 26 сентября 1971    | \| «Черноморец» Одесса \| 0:0 \| «Уралмаш» Свердловск \| |                      |
| «Черноморец» Одесса | 0:0                                                      | «Уралмаш» Свердловск |

| 26 сентября 1971  | \| «Молдова» Кишинев \| 1:0 \| «Крылья Советов» Куйбышев \| |                           |
| «Молдова» Кишинев | 1:0                                                         | «Крылья Советов» Куйбышев |

| 26 сентября 1971      | \| «Металлург» Запорожье \| 3:2 \| «Кузбасс» Кемерово \| |                    |
| «Металлург» Запорожье | 3:2                                                      | «Кузбасс» Кемерово |

| 26 сентября 1971 | \| «Памир» Душанбе \| 0:1 \| «Динамо» Ленинград \| |                    |
| «Памир» Душанбе  | 0:1                                                | «Динамо» Ленинград |

| 26 сентября 1971 | \| «Алга» Фрунзе \| 0:0 \| «Даугава» Рига \| |                |
| «Алга» Фрунзе    | 0:0                                          | «Даугава» Рига |

| 26 сентября 1971   | \| «Шахтёр» Караганда \| 4:0 \| «Жальгирис» Вильнюс \| |                     |
| «Шахтёр» Караганда | 4:0                                                    | «Жальгирис» Вильнюс |

| 26 сентября 1971       | \| «Днепр» Днепропетровск \| 2:1 \| «Металлист» Харьков \| |                     |
| «Днепр» Днепропетровск | 2:1                                                        | «Металлист» Харьков |

| 26 сентября 1971  | \| «Торпедо» Кутаиси \| 0:1 \| «Рубин» Казань \| |                |
| «Торпедо» Кутаиси | 0:1                                              | «Рубин» Казань |

| 26 сентября 1971    | \| «Волгарь» Астрахань \| 1:0 \| «Шинник» Ярославль \| |                    |
| «Волгарь» Астрахань | 1:0                                                    | «Шинник» Ярославль |

| 26 сентября 1971       | \| «Спартак» Орджоникидзе \| 2:1 \| «Локомотив» Москва \| |                    |
| «Спартак» Орджоникидзе | 2:1                                                       | «Локомотив» Москва |

| 26 сентября 1971    | \| «Строитель» Ашхабад \| 3:1 \| «Текстильщик» Иваново \| |                       |
| «Строитель» Ашхабад | 3:1                                                       | «Текстильщик» Иваново |

| 30 сентября 1971    | \| «Черноморец» Одесса \| 1:0 \| «Крылья Советов» Куйбышев \| |                           |
| «Черноморец» Одесса | 1:0                                                           | «Крылья Советов» Куйбышев |

| 30 сентября 1971  | \| «Молдова» Кишинев \| 3:2 \| «Кузбасс» Кемерово \| |                    |
| «Молдова» Кишинев | 3:2                                                  | «Кузбасс» Кемерово |

| 30 сентября 1971      | \| «Металлург» Запорожье \| 4:2 \| «Уралмаш» Свердловск \| |                      |
| «Металлург» Запорожье | 4:2                                                        | «Уралмаш» Свердловск |

| 30 сентября 1971 | \| «Памир» Душанбе \| 1:0 \| «Даугава» Рига \| |                |
| «Памир» Душанбе  | 1:0                                            | «Даугава» Рига |

| 30 сентября 1971 | \| «Алга» Фрунзе \| 0:0 \| «Жальгирис» Вильнюс \| |                     |
| «Алга» Фрунзе    | 0:0                                               | «Жальгирис» Вильнюс |

| 30 сентября 1971   | \| «Шахтёр» Караганда \| 1:1 \| «Динамо» Ленинград \| |                    |
| «Шахтёр» Караганда | 1:1                                                   | «Динамо» Ленинград |

| 30 сентября 1971       | \| «Днепр» Днепропетровск \| 4:0 \| «Рубин» Казань \| |                |
| «Днепр» Днепропетровск | 4:0                                                   | «Рубин» Казань |

| 30 сентября 1971    | \| «Металлист» Харьков \| 1:1 \| «Торпедо» Кутаиси \| |                   |
| «Металлист» Харьков | 1:1                                                   | «Торпедо» Кутаиси |

| 30 сентября 1971    | \| «Волгарь» Астрахань \| 1:1 \| «Локомотив» Москва \| |                    |
| «Волгарь» Астрахань | 1:1                                                    | «Локомотив» Москва |

| 30 сентября 1971       | \| «Спартак» Орджоникидзе \| 1:0 \| «Текстильщик» Иваново \| |                       |
| «Спартак» Орджоникидзе | 1:0                                                          | «Текстильщик» Иваново |

| 30 сентября 1971    | \| «Строитель» Ашхабад \| 3:1 \| «Шинник» Ярославль \| |                    |
| «Строитель» Ашхабад | 3:1                                                    | «Шинник» Ярославль |

| 4 октября 1971      | \| «Черноморец» Одесса \| 2:1 \| «Кузбасс» Кемерово \| |                    |
| «Черноморец» Одесса | 2:1                                                    | «Кузбасс» Кемерово |

| 4 октября 1971    | \| «Молдова» Кишинев \| 3:1 \| «Уралмаш» Свердловск \| |                      |
| «Молдова» Кишинев | 3:1                                                    | «Уралмаш» Свердловск |

| 4 октября 1971        | \| «Металлург» Запорожье \| 4:0 \| «Крылья Советов» Куйбышев \| |                           |
| «Металлург» Запорожье | 4:0                                                             | «Крылья Советов» Куйбышев |

| 4 октября 1971  | \| «Памир» Душанбе \| 1:0 \| «Жальгирис» Вильнюс \| |                     |
| «Памир» Душанбе | 1:0                                                 | «Жальгирис» Вильнюс |

| 4 октября 1971 | \| «Алга» Фрунзе \| 1:1 \| «Динамо» Ленинград \| |                    |
| «Алга» Фрунзе  | 1:1                                              | «Динамо» Ленинград |

| 4 октября 1971     | \| «Шахтёр» Караганда \| 1:1 \| «Даугава» Рига \| |                |
| «Шахтёр» Караганда | 1:1                                               | «Даугава» Рига |

| 4 октября 1971      | \| «Металлист» Харьков \| 1:0 \| «Рубин» Казань \| |                |
| «Металлист» Харьков | 1:0                                                | «Рубин» Казань |

| 4 октября 1971    | \| «Торпедо» Кутаиси \| 1:1 \| «Днепр» Днепропетровск \| |                        |
| «Торпедо» Кутаиси | 1:1                                                      | «Днепр» Днепропетровск |

| 4 октября 1971      | \| «Волгарь» Астрахань \| 3:2 \| «Текстильщик» Иваново \| |                       |
| «Волгарь» Астрахань | 3:2                                                       | «Текстильщик» Иваново |

| 4 октября 1971         | \| «Спартак» Орджоникидзе \| 3:2 \| «Шинник» Ярославль \| |                    |
| «Спартак» Орджоникидзе | 3:2                                                       | «Шинник» Ярославль |

| 4 октября 1971      | \| «Строитель» Ашхабад \| 2:2 \| «Локомотив» Москва \| |                    |
| «Строитель» Ашхабад | 2:2                                                    | «Локомотив» Москва |

| 8 октября 1971     | \| «Локомотив» Москва \| 3:1 \| «Рубин» Казань \| |                |
| «Локомотив» Москва | 3:1                                               | «Рубин» Казань |

| 10 октября 1971 | \| «Даугава» Рига \| 0:0 \| «Металлург» Запорожье \| |                       |
| «Даугава» Рига  | 0:0                                                  | «Металлург» Запорожье |

| 10 октября 1971     | \| «Жальгирис» Вильнюс \| 1:1 \| «Молдова» Кишинев \| |                   |
| «Жальгирис» Вильнюс | 1:1                                                   | «Молдова» Кишинев |

| 10 октября 1971    | \| «Динамо» Ленинград \| 1:0 \| «Черноморец» Одесса \| |                     |
| «Динамо» Ленинград | 1:0                                                    | «Черноморец» Одесса |

| 10 октября 1971    | \| «Шинник» Ярославль \| 2:1 \| «Текстильщик» Иваново \| |                       |
| «Шинник» Ярославль | 2:1                                                      | «Текстильщик» Иваново |

| 10 октября 1971           | \| «Крылья Советов» Куйбышев \| 4:2 \| «Строитель» Ашхабад \| |                     |
| «Крылья Советов» Куйбышев | 4:2                                                           | «Строитель» Ашхабад |

| 10 октября 1971      | \| «Уралмаш» Свердловск \| 0:1 \| «Спартак» Орджоникидзе \| |                        |
| «Уралмаш» Свердловск | 0:1                                                         | «Спартак» Орджоникидзе |

| 10 октября 1971    | \| «Кузбасс» Кемерово \| 1:0 \| «Волгарь» Астрахань \| |                     |
| «Кузбасс» Кемерово | 1:0                                                    | «Волгарь» Астрахань |

| 10 октября 1971        | \| «Днепр» Днепропетровск \| 5:2 \| «Памир» Душанбе \| |                 |
| «Днепр» Днепропетровск | 5:2                                                    | «Памир» Душанбе |

| 10 октября 1971     | \| «Металлист» Харьков \| 2:0 \| «Шахтёр» Караганда \| |                    |
| «Металлист» Харьков | 2:0                                                    | «Шахтёр» Караганда |

| 10 октября 1971   | \| «Торпедо» Кутаиси \| 1:2 \| «Алга» Фрунзе \| |               |
| «Торпедо» Кутаиси | 1:2                                             | «Алга» Фрунзе |

| 15 октября 1971 | \| «Даугава» Рига \| 2:0 \| «Молдова» Кишинев \| |                   |
| «Даугава» Рига  | 2:0                                              | «Молдова» Кишинев |

| 15 октября 1971     | \| «Жальгирис» Вильнюс \| 1:1 \| «Черноморец» Одесса \| |                     |
| «Жальгирис» Вильнюс | 1:1                                                     | «Черноморец» Одесса |

| 15 октября 1971    | \| «Динамо» Ленинград \| 1:0 \| «Металлург» Запорожье \| |                       |
| «Динамо» Ленинград | 1:0                                                      | «Металлург» Запорожье |

| 15 октября 1971    | \| «Шинник» Ярославль \| 1:4 \| «Локомотив» Москва \| |                    |
| «Шинник» Ярославль | 1:4                                                   | «Локомотив» Москва |

| 15 октября 1971 | \| «Рубин» Казань \| 1:2 \| «Текстильщик» Иваново \| |                       |
| «Рубин» Казань  | 1:2                                                  | «Текстильщик» Иваново |

| 15 октября 1971           | \| «Крылья Советов» Куйбышев \| 3:1 \| «Спартак» Орджоникидзе \| |                        |
| «Крылья Советов» Куйбышев | 3:1                                                              | «Спартак» Орджоникидзе |

| 15 октября 1971      | \| «Уралмаш» Свердловск \| 4:1 \| «Волгарь» Астрахань \| |                     |
| «Уралмаш» Свердловск | 4:1                                                      | «Волгарь» Астрахань |

| 15 октября 1971    | \| «Кузбасс» Кемерово \| 3:0 \| «Строитель» Ашхабад \| |                     |
| «Кузбасс» Кемерово | 3:0                                                    | «Строитель» Ашхабад |

| 15 октября 1971        | \| «Днепр» Днепропетровск \| 3:0 \| «Алга» Фрунзе \| |               |
| «Днепр» Днепропетровск | 3:0                                                  | «Алга» Фрунзе |

| 15 октября 1971     | \| «Металлист» Харьков \| 1:2 \| «Памир» Душанбе \| |                 |
| «Металлист» Харьков | 1:2                                                 | «Памир» Душанбе |

| 15 октября 1971   | \| «Торпедо» Кутаиси \| 1:0 \| «Шахтёр» Караганда \| |                    |
| «Торпедо» Кутаиси | 1:0                                                  | «Шахтёр» Караганда |

| 19 октября 1971 | \| «Даугава» Рига \| 0:0 \| «Черноморец» Одесса \| |                     |
| «Даугава» Рига  | 0:0                                                | «Черноморец» Одесса |

| 19 октября 1971     | \| «Жальгирис» Вильнюс \| 1:1 \| «Металлург» Запорожье \| |                       |
| «Жальгирис» Вильнюс | 1:1                                                       | «Металлург» Запорожье |

| 19 октября 1971    | \| «Динамо» Ленинград \| 0:0 \| «Молдова» Кишинев \| |                   |
| «Динамо» Ленинград | 0:0                                                  | «Молдова» Кишинев |

| 19 октября 1971       | \| «Текстильщик» Иваново \| 0:0 \| «Локомотив» Москва \| |                    |
| «Текстильщик» Иваново | 0:0                                                      | «Локомотив» Москва |

| 19 октября 1971 | \| «Рубин» Казань \| 1:0 \| «Шинник» Ярославль \| |                    |
| «Рубин» Казань  | 1:0                                               | «Шинник» Ярославль |

| 19 октября 1971           | \| «Крылья Советов» Куйбышев \| 1:1 \| «Волгарь» Астрахань \| |                     |
| «Крылья Советов» Куйбышев | 1:1                                                           | «Волгарь» Астрахань |

| 19 октября 1971      | \| «Уралмаш» Свердловск \| 2:0 \| «Строитель» Ашхабад \| |                     |
| «Уралмаш» Свердловск | 2:0                                                      | «Строитель» Ашхабад |

| 19 октября 1971    | \| «Кузбасс» Кемерово \| 3:0 \| «Спартак» Орджоникидзе \| |                        |
| «Кузбасс» Кемерово | 3:0                                                       | «Спартак» Орджоникидзе |

| 19 октября 1971        | \| «Днепр» Днепропетровск \| 2:1 \| «Шахтёр» Караганда \| |                    |
| «Днепр» Днепропетровск | 2:1                                                       | «Шахтёр» Караганда |

| 19 октября 1971     | \| «Металлист» Харьков \| 3:1 \| «Алга» Фрунзе \| |               |
| «Металлист» Харьков | 3:1                                               | «Алга» Фрунзе |

| 19 октября 1971   | \| «Торпедо» Кутаиси \| 2:0 \| «Памир» Душанбе \| |                 |
| «Торпедо» Кутаиси | 2:0                                               | «Памир» Душанбе |

| 24 октября 1971     | \| «Черноморец» Одесса \| 4:1 \| «Металлист» Харьков \| |                     |
| «Черноморец» Одесса | 4:1                                                     | «Металлист» Харьков |

| 24 октября 1971   | \| «Молдова» Кишинев \| 1:1 \| «Торпедо» Кутаиси \| |                   |
| «Молдова» Кишинев | 1:1                                                 | «Торпедо» Кутаиси |

| 24 октября 1971        | \| «Днепр» Днепропетровск \| 0:1 \| «Металлург» Запорожье \| |                       |
| «Днепр» Днепропетровск | 0:1                                                          | «Металлург» Запорожье |

| 24 октября 1971    | \| «Локомотив» Москва \| 3:2 \| «Кузбасс» Кемерово \| |                    |
| «Локомотив» Москва | 3:2                                                   | «Кузбасс» Кемерово |

| 24 октября 1971       | \| «Текстильщик» Иваново \| 0:0 \| «Крылья Советов» Куйбышев \| |                           |
| «Текстильщик» Иваново | 0:0                                                             | «Крылья Советов» Куйбышев |

| 24 октября 1971    | \| «Шинник» Ярославль \| 3:0 \| «Уралмаш» Свердловск \| |                      |
| «Шинник» Ярославль | 3:0                                                     | «Уралмаш» Свердловск |

| 24 октября 1971 | \| «Памир» Душанбе \| 2:0 \| «Алга» Фрунзе \| |               |
| «Памир» Душанбе | 2:0                                           | «Алга» Фрунзе |

| 24 октября 1971    | \| «Шахтёр» Караганда \| 1:1 \| «Рубин» Казань \| |                |
| «Шахтёр» Караганда | 1:1                                               | «Рубин» Казань |

| 24 октября 1971     | \| «Волгарь» Астрахань \| 0:0 \| «Даугава» Рига \| |                |
| «Волгарь» Астрахань | 0:0                                                | «Даугава» Рига |

| 24 октября 1971        | \| «Спартак» Орджоникидзе \| 1:0 \| «Жальгирис» Вильнюс \| |                     |
| «Спартак» Орджоникидзе | 1:0                                                        | «Жальгирис» Вильнюс |

| 24 октября 1971     | \| «Строитель» Ашхабад \| 2:0 \| «Динамо» Ленинград \| |                    |
| «Строитель» Ашхабад | 2:0                                                    | «Динамо» Ленинград |

| 29 октября 1971     | \| «Черноморец» Одесса \| 2:1 \| «Торпедо» Кутаиси \| |                   |
| «Черноморец» Одесса | 2:1                                                   | «Торпедо» Кутаиси |

| 29 октября 1971   | \| «Молдова» Кишинев \| 0:0 \| «Днепр» Днепропетровск \| |                        |
| «Молдова» Кишинев | 0:0                                                      | «Днепр» Днепропетровск |

| 29 октября 1971       | \| «Металлург» Запорожье \| 3:1 \| «Металлист» Харьков \| |                     |
| «Металлург» Запорожье | 3:1                                                       | «Металлист» Харьков |

| 29 октября 1971    | \| «Локомотив» Москва \| 3:0 \| «Уралмаш» Свердловск \| |                      |
| «Локомотив» Москва | 3:0                                                     | «Уралмаш» Свердловск |

| 29 октября 1971       | \| «Текстильщик» Иваново \| 0:2 \| «Кузбасс» Кемерово \| |                    |
| «Текстильщик» Иваново | 0:2                                                      | «Кузбасс» Кемерово |

| 29 октября 1971    | \| «Шинник» Ярославль \| 1:0 \| «Крылья Советов» Куйбышев \| |                           |
| «Шинник» Ярославль | 1:0                                                          | «Крылья Советов» Куйбышев |

| 29 октября 1971 | \| «Памир» Душанбе \| 3:0 \| «Рубин» Казань \| |                |
| «Памир» Душанбе | 3:0                                            | «Рубин» Казань |

| 29 октября 1971 | \| «Алга» Фрунзе \| 2:1 \| «Шахтёр» Караганда \| |                    |
| «Алга» Фрунзе   | 2:1                                              | «Шахтёр» Караганда |

| 29 октября 1971     | \| «Волгарь» Астрахань \| 1:1 \| «Динамо» Ленинград \| |                    |
| «Волгарь» Астрахань | 1:1                                                    | «Динамо» Ленинград |

| 29 октября 1971        | \| «Спартак» Орджоникидзе \| 2:0 \| «Даугава» Рига \| |                |
| «Спартак» Орджоникидзе | 2:0                                                   | «Даугава» Рига |

| 29 октября 1971     | \| «Строитель» Ашхабад \| 2:1 \| «Жальгирис» Вильнюс \| |                     |
| «Строитель» Ашхабад | 2:1                                                     | «Жальгирис» Вильнюс |

| 2 ноября 1971     | \| «Молдова» Кишинев \| 4:0 \| «Металлист» Харьков \| |                     |
| «Молдова» Кишинев | 4:0                                                   | «Металлист» Харьков |

| 2 ноября 1971         | \| «Металлург» Запорожье \| 3:2 \| «Торпедо» Кутаиси \| |                   |
| «Металлург» Запорожье | 3:2                                                     | «Торпедо» Кутаиси |

| 2 ноября 1971       | \| «Черноморец» Одесса \| 1:3 \| «Днепр» Днепропетровск \| |                        |
| «Черноморец» Одесса | 1:3                                                        | «Днепр» Днепропетровск |

| 2 ноября 1971      | \| «Локомотив» Москва \| 1:1 \| «Крылья Советов» Куйбышев \| |                           |
| «Локомотив» Москва | 1:1                                                          | «Крылья Советов» Куйбышев |

| 2 ноября 1971         | \| «Текстильщик» Иваново \| 2:1 \| «Уралмаш» Свердловск \| |                      |
| «Текстильщик» Иваново | 2:1                                                        | «Уралмаш» Свердловск |

| 2 ноября 1971      | \| «Шинник» Ярославль \| 1:1 \| «Кузбасс» Кемерово \| |                    |
| «Шинник» Ярославль | 1:1                                                   | «Кузбасс» Кемерово |

| 2 ноября 1971 | \| «Алга» Фрунзе \| 6:2 \| «Рубин» Казань \| |                |
| «Алга» Фрунзе | 6:2                                          | «Рубин» Казань |

| 2 ноября 1971       | \| «Волгарь» Астрахань \| 0:0 \| «Жальгирис» Вильнюс \| |                     |
| «Волгарь» Астрахань | 0:0                                                     | «Жальгирис» Вильнюс |

| 2 ноября 1971          | \| «Спартак» Орджоникидзе \| 1:0 \| «Динамо» Ленинград \| |                    |
| «Спартак» Орджоникидзе | 1:0                                                       | «Динамо» Ленинград |

| 2 ноября 1971       | \| «Строитель» Ашхабад \| 2:0 \| «Даугава» Рига \| |                |
| «Строитель» Ашхабад | 2:0                                                | «Даугава» Рига |

| 6 ноября 1971      | \| «Шахтёр» Караганда \| 4:2 \| «Памир» Душанбе \| |                 |
| «Шахтёр» Караганда | 4:2                                                | «Памир» Душанбе |